# Liste der Straßen und Plätze in Berlin-Reinickendorf

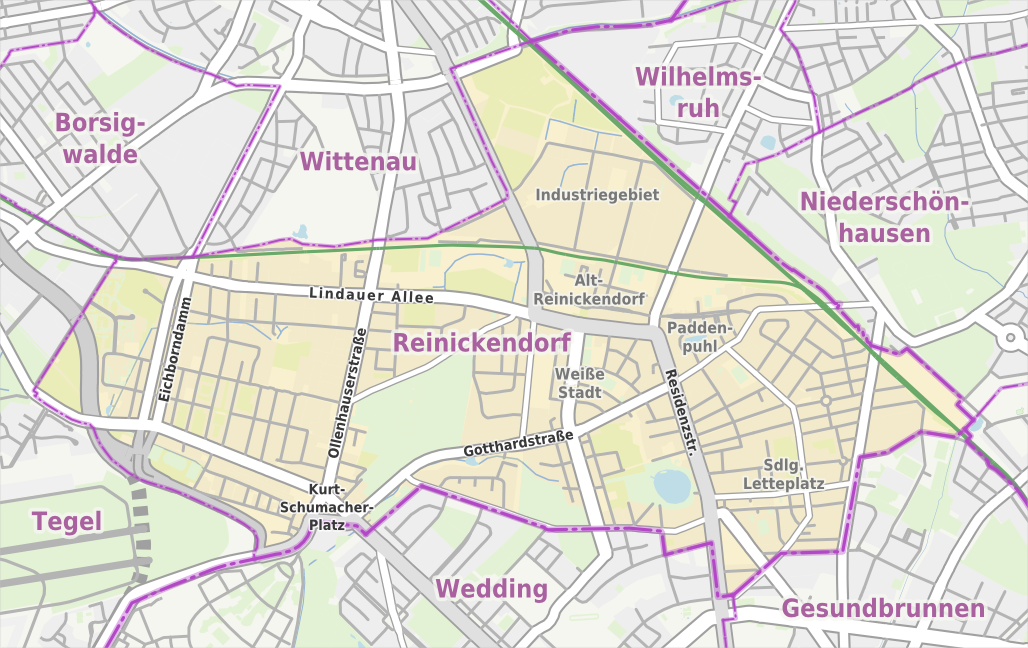
Übersichtskarte von Berlin-Reinickendorf

Die Liste der Straßen in Berlin-Reinickendorf stellt die im Berliner Ortsteil Reinickendorf liegenden Straßen mit ihren historischen Bezügen dar. Gleichzeitig ist diese Zusammenstellung ein Teil der Listen aller Berliner Straßen und Plätze.

## Überblick
Reinickendorf hat 84.652 Einwohner (Stand: 31. Dezember 2023) und umfasst die Postleitzahlenbereiche 13403, 13407 und 13409. Im Ortsteil gibt es sechs Plätze und 166 gewidmete Straßen, von denen 25 teilweise in Nachbarortsteilen liegen. Die Gesamtlänge der Straßen im Ortsteil Reinickendorf beträgt 89,8 Kilometer.
Das Straßensystem des Ortsteils entwickelte sich vom Angerdorf Reinickendorf um die Straße Alt-Reinickendorf herum. 1877 wurde Reinickendorf an die Nordbahn, 1893 an die Kremmener Bahn angeschlossen, wodurch auch die Einwohnerzahlen stiegen. Die Besiedelung durch Berliner und die Eingemeindung Reinickendorfs nach Berlin im Jahr 1920 bestimmte die Grundzüge des Straßensystems. In den 1920er Jahren entstand mit ihren gesonderten Straßenverläufen die Großsiedlung Weiße Stadt, die inzwischen zum UNESCO-Welterbe gehört. 1877–1879 wurde auf verkauftem Gutsgelände eine Nervenheilanstalt errichtet.
Die ehemalige Bundesautobahn 105 wurde als „Zubringer Kurt-Schumacher-Platz“ zurückgestuft und besitzt (Stand: 2013) die Markierung RBS-Klasse ,AUBA’. Im Straßenentwicklungsplan von Berlin sind 5540 Meter der Fahrbahnen der Bundesautobahn 111 dem großräumigen und weitere 1940 Meter dem übergeordneten System zugeordnet. Übergeordnete Bedeutung haben auch die 3290 Meter der Bundesstraße 96 auf dem Straßenzug Markstraße, Residenzstraße, Lindauer Allee und Roedernallee ebenso wie 9620 Meter der Stadtstraßen (oder deren Teile auf der) Lindauer Allee, Markstraße, Residenzstraße und Roedernallee. Ergänzt wird das Straßensystem im Ortsteil durch 8520 Meter mit regionaler Bedeutung und 8830 Meter Ergänzungsstraßen. Diese Hauptverkehrsstraßen sind Scharnweber- und Seidelstraße nach Tegel, die Holzhauser Straße zwischen Wittenau und Haselhorst, die Wald-/Wittestraße, die Antonienstraße/Eichborndamm (parallelliegende Hauptstraßen). Die Ollenhauerstraße führt den Verkehr vom Kurt-Schumacher-Damm (vom Autobahnring her) über die Oranienburger Straße weiter nach Wittenau, ins Märkische Viertel und nach Waidmannslust. Vom Kurt-Schumacher-Damm ostwärts über Kapweg / Gotthard- / Emmentaler Straße (Residenzstraße) und Klemkestraße nach Niederschönhausen und Pankow oder nordwärts über die Kopenhagener Straße hat das Straßensystem Anschluss nach Wilhelmsruh und Rosenthal. Im Osten des Ortsteils tangiert die Provinzstraße mit der Verkehrsverbindung zwischen Gesundbrunnen sowie Wedding und Pankow über Niederschönhausen. Alle diese Straßen haben in den Nachbarortsteilen im Süden Anschluss an den Straßenring der See-/Osloer Straße in Verlängerung der Bundesautobahn 100. Ein Straßenzug der 2010er Jahre ist der Anschluss der im Norden Reinickendorfs liegenden Straße Am Nordgraben über den ehemaligen Mauerstreifen hinweg nach Wilhelmsruh zur Heinz-Brandt-Straße, die als Teil der vorgesehenen Nordtangente (vierter Stadtring) den Verkehr durch Berlins Norden zusammenfassen soll.

## Übersicht der Straßen und Plätze
Die nachfolgende Tabelle gibt eine Übersicht über die vorhandenen Straßen und Plätze im Ortsteil sowie einige dazugehörige Informationen.
- Name/Lage: aktuelle Bezeichnung der Straße oder des Platzes. Über den Link Lage kann die Straße oder der Platz auf verschiedenen Kartendiensten angezeigt werden. Die Geoposition gibt die Lage der ungefähren Mitte der Straßenlänge an.
- Im amtlichen Straßenverzeichnis nicht aufgeführte Verkehrswege sind mit * gekennzeichnet.
- Ehemalige oder nicht mehr gültige Straßennamen sind kursiv gesetzt. Für bedeutende ehemalige Straßen oder historische Straßennamen ist gegebenenfalls eine gesonderte Liste vorhanden.
- Länge/Maße in Metern:
Die in der Übersicht enthaltenen Längenangaben sind  gerundete Übersichtswerte, die in Google Earth mit dem dortigen Maßstab ermittelt wurden. Sie dienen Vergleichszwecken und werden, sofern amtliche Werte bekannt sind, ausgetauscht und gesondert gekennzeichnet.
Bei Plätzen sind die Maße in der Form a × b für rechteckige Anlagen und für (ungefähr) dreieckige Anlagen als a × b × c mit a als längster Seite angegeben.
Sofern die Straße auch in benachbarte Ortsteile weiterführt, gibt der Zusatz ‚im Ortsteil‘ an, wie lang der Straßenabschnitt innerhalb des Ortsteils dieses Artikels ist.
- Namensherkunft: Ursprung oder Bezug des Namens.
- Anmerkungen: weitere Informationen über anliegende Baudenkmale oder Institutionen, die Geschichte der Straße und historische Bezeichnungen.
- Bild: Foto der Straße oder eines anliegenden Objektes.

| Name/Lage                        | Länge/Maße (in Metern)               | Namensherkunft | Datum der Benennung | Anmerkungen | Bild                                                                                                  |
| -------------------------------- | ------------------------------------ | --- | ------------------- | --- | --- |
| Aegirstraße (Lage)               | 0150                                 | Ägir, in der nordischen Mythologie ein Riese der See und des Biers                                                                                      | um 1904             | Die Straße 5 des Bebauungsplans ist als Aegirstraße Berliner Adressbuch von 1904 erstmals namentlich genannt, 1903 noch als Lettestraße D. Unter diesem Namen wurde sie in der ‚kleinen Lettekolonie‘ vor 1887 angelegt, 1900 ist sie mit einem Wohnhaus bebaut. Die Ägirstraße geht als Sackgasse nach Ost von der Reginhardstraße ab. | Aegirstraße                                                                                           |
| Alt-Reinickendorf (Lage)         | 1250                                 | Anger von Reinickendorf | 31. Juli 1952       | Die Straße liegt zwischen Roedernallee und Kopenhagener Straße. Übernommen ist die Bezeichnung Dorfstraße für den Bereich des alten Dorfs um den Anger. Mit der Verstädterung des Gebietes zu einem wichtigen und dichtbesiedelten Industriestandort wurde um 1889 der Name Hauptstraße eingeführt. 1952 wurde dann, wie in anderen Berliner Ortsteilen, die Vielzahl der Hauptstraßen durch Vorsatz der Silbe „Alt-“ vor den Ortsteilsnamen eindeutig gekennzeichnet. Am 10. Februar 1961 wurde die Verlängerung einbezogen. Ein Abschnitt der Roedernallee, ein Teil der Humboldtstraße – zwischen Alt-Reinickendorf und einer neuen Straße – sowie ein Abschnitt der Veltener Straße wurden gemeinsam unter Alt-Reinickendorf zusammengeführt. Eine ruhige Wohnstraße mit einigem Gewerbe umschließt den alten Dorfanger mit der Dorfkirche Reinickendorf. | Dorfkirche Alt-Reinickendorf                                                                          |
| Am Bürgerpark (Lage)             | 0480 (im Ortsteil)                   | Bürgerpark, im Nordosten angrenzender Park | 9. Nov. 1994        | Die Straße und die Nordseite gehört zu Niederschönhausen, der südliche Straßenrand mit dem Grundstück 10 und dem Bereich des Güterbahnhofs Schönholz zwischen Schützenstraße und Panke liegt in Reinickendorf. Seit 1905 bis 1994 hieß die Straße, auf der zwischen 1961 und 1990 die Berliner Mauer stand, Bahnhofstraße, da sie am Südrand des Güterbahnhofs liegt. Die Gleisanlagen des Bahnhofs Schönholz an der Nordbahn befanden sich bis zur Straße hin, wurden aber späterhin an der Grenze zwischen Ost- und West-Berlin nicht mehr benutzt. Zum Ortsteil gehören die Grundstücke 1–14 am Südrand der Straße zwischen Schützenstraße und gegenüber der (Pankower) Leonhard-Frank-Straße, von denen nur das Grundstück 10 mit einem Wohnhaus bebaut ist. 1943 ist als Eigentümer die Deutsche Reichsbahn genannt mit Bahnhofstraße 1–8 zum Rangierbahnhof, 9 eine Gärtnerei, 10/11 Bahnmeisterei und ein Wohnhaus auf 12–14. | |
| Am Doggelhof (Lage)              | 0080                                 | Doggelhof, ein Kossätenbesitz nach dem Namen eines Besitzers                                                                                            | 4. Aug. 1930        | Die Straße geht östlich vom Engelmannweg ab. 1930 wurden einige Straßen nach lokalen Plätzen benannt. Vorher wurde sie als Straße 21 geführt, wie nach dem Bebauungsplan projektiert. Nach dem Adressbuch von 1933 ist sie unbebaut. | |
| Amendestraße (Lage)              | 0530                                 | Karl Robert Amende (1825–1909), Kommunalpolitiker und Kaufmann                                                                                          | vor 1887            | Die Straße liegt zwischen Residenz- und Nordbahnstraße. Robert Amende, geboren in Braunschweig, gehörte dem Gemeindevorstand Reinickendorf an und besaß das Gelände, auf dem die Straße angelegt wurde. Er war um 1859 Geschäftsführer der Berliner Düngpulver- und Dampf-Knochenmehl-Fabrik. 1887 wohnte er in der Residenzstraße 31 und war Eigentümer der Amendestraße 28/29. Zwei Jahre später erwarb zusätzlich das Grundstück Amendestraße 18. Folgendes Jahr verkaufte er die Grundstücke, sodass er nur noch Eigentümer der Nr. 29 war. In seinem Todesjahr 1909 war er Eigentümer der Residenzstraße 113. | Mietshaus Amendestraße 12                                                                             |
| Am Nordgraben (Lage)             | 0580 (im Ortsteil)                   | Nordgraben, 1928–1938 gebauter Regenvorfluter der Panke                                                                                                 | 1. Nov. 1968        | Vorher Straße 374 des Bebauungsplans, wurde sie 1968 benannt. Am 1. Juli 1976 wurde noch die Straße 473 einbezogen. Eine Verlängerung erhielt am 1. November 1978 diesen Namen, die Verlängerung bis zur Bezirksgrenze zu Pankow wurde am 13. November 2006 dem Verkehr übergeben. In der Verlängerung mit der Heinz-Brandt-Straße in Niederschönhausen ist ein Teilstück einer Nordtangente als Teil des vierten Stadtrings vorgesehen. Die Straße liegt zwischen Roedernallee und Bahnbrücke der S-Bahn-Strecke im Ortsteil. Nach Westen liegt sie bis zur Gorkistraße in Wittenau und Borsigwalde. | U-Bahnhof Rathaus Reinickendorf                                                                       |
| Am Schäfersee (Lage)             | 0080                                 | Schäfersee, See im Ortsteil | 20. Okt. 1932       | Die Straße liegt westlich von der Residenzstraße zum Schäfersee abgehend, allerdings führen 480 Meter Fußweg unter gleichem Namen südlich am Ufer des Schäfersees entlang zur Brienzer Straße. Um 1908 wurde die Straße Seebad zwischen Residenz- und Markstraße angelegt und davon abgehend um 1909 Seepromenade, die 1932 beide zusammen benannt wurden. Der Name des Sees geht auf eine Schäferei zurück. Zur Straße gehören aktuell die Grundstücke Am Schäfersee 2 (gerade) und 3–65 (ungerade). Die Häuser 3 und 5–11 sind am Straßenabschnitt von der Residenzstraße zugänglich, 21–65 liegen um einen zum See geöffneten parkartigen Innenhof und Durchgang von der Holländerstraße aus, die Häuser 15–19a liegen zum See hinter den Häusern Holländerstraße 6/7. | |
| Am Stand (Lage)                  | 1060                                 | Stand, Einrichtung eines Schützenvereins | 4. Aug. 1930        | Die Straße geht von der Klemkestraße nach Norden ab und endet in einem Wendehammer. Vor 1930 wurde sie als Straße 22 des Bebauungsplans projektiert. Im Adressbuch 1933 ist sie zwischen Feldmark und Schönholzer Weg angegeben, durch die Heimstätten Gesellschaft Primus m.b.H. komplett bebaut und bezogen. | |
| An der Koppel (Lage)             | 0190                                 | Koppel, umzäunte Viehfläche | 9. Jan. 1961        | Die Straße 68 des Bebauungsplans liegt im Bereich vormaliger Viehweiden. Die Straße geht als Sackgasse von der Waldowstraße nach Osten ab. | |
| Antonienstraße (Lage)            | 1160                                 | Antonie Sommer, Ehefrau des Drechslermeisters Sommer, der das erste Haus baute                                                                          | um 1875             | Die Antonienstraße ist eine Einbahnstraße in Richtung zur Scharnweberstraße und der A 111, dadurch gehört sie zum großräumigen Straßensystem Berlins, ergänzt durch die nordwärts gerichtete Einbahnstraße auf dem Eichborndamm. Sie liegt zwischen Scharnweberstraße und der Bahnbrücke im Ortsteil und schließt nordwärts in Borsigwalde an den Eichborndamm an. Die Antonienstraße wurde zwischen 1882 und 1887 angelegt. Am 1. Februar 1980 wurde die Verlängerung von Kienhorst- bis Wittestraße und am 15. April 1982 ihre Verlängerung zwischen Wittestraße und Eichborndamm einbezogen. | |
| Armbrustweg (Lage)               | 0240                                 | Armbrust, Schusswaffe für Bolzen und Pfeile | 4. Aug. 1930        | Die ruhige Wohnstraße endet von beiden Seiten – Emmentaler und Klemkestraße – an der Grünanlage um das Breitkopfbecken, von Norden als Einbahnstraße im Ring um eine Grünfläche im Süden als Sackgasse. Für Fußgänger und Radfahrer ist die Straße durchgängig. Die Siedlung Paddenpuhl am Breitkopfbecken entstand zwischen 1927 und 1939 nach Plänen der Architekten Fritz Beyer, Diekmann und Scherer. Es ist Straße 27 des Bebauungsplan. | |
| Aroser Allee (Lage)              | 1330 (im Ortsteil)                   | Arosa, politische Gemeinde sowie ein Ferien- und Erholungsort in der Schweiz                                                                            | 10. Apr. 1931       | Die Straße mit zwei Richtungsfahrbahnen und einem grünen Mittelstreifen liegt im Ortsteil zwischen Holländerstraße (Ortsteilsgrenze) und Lindauer Allee mit den Grundstücken 60–200 (gerade) und 63–195 (ungerade). Sie setzt sich nach Süden in den Wedding fort. Um 1909 wurde auf die Straße als Schillerpromenade angelegt und am 9. August 1929 wegen mehrerer gleichnamiger Straßennamen seit der Bildung von Groß-Berlin in Greulichpromenade unter Einbeziehen der Straße 35b umbenannt. Namensgeber war der Schweizer Politiker Herman Greulich (1842–1925). Sie gehört zur Weißen Stadt, auch Schweizer Viertel genannt, einer Wohnsiedlung der 1920er Jahre. | Aroser Allee · Aroser Allee                                                                           |
| Auguste-Viktoria-Allee (Lage)    | 1510                                 | Auguste Viktoria (1858–1921), Gemahlin Wilhelms II., Deutsche Kaiserin und Königin von Preußen                                                          | 1892                | Die Straße liegt zwischen Ollenhauer- und Zobeltitzstraße. Seit dem 18. Jahrhundert lag hier die Triftstraße, jene Trasse auf der die Reinickendorfer Bauern ihr Vieh zur Weide trieben. Auguste Viktoria weihte 1892 die Segenskirche ein und der Straßenabschnitt Neue Trift wurde als Auguste-Viktoria-Allee benannt. 1945/1946 trug die Allee kurzzeitig den Namen Kapitän-Chocholoff-Straße, der amtlich nicht bestätigt wurde. | Segenskirche                                                                                          |
| Baseler Straße (Lage)            | 0660                                 | Basel, drittgrößte Stadt der Schweiz am Dreiländereck Schweiz/Deutschland/Frankreich                                                                    | um 1909             | Die Baseler Straße liegt zwischen Holländer- und Emmentaler Straße. Im Adressbuch 1910 ist die Baseler Straße noch als unbebaut von der Holländer Straße her aufgeführt. | |
| Becherweg (Lage)                 | 0310                                 | Johann Joachim Becher (1635–1682), Arzt, Alchemist und Ökonom                                                                                           | 4. Aug. 1930        | Die Straße liegt als Einbahnstraße nach Süden zwischen Humboldtstraße und Lübener Weg, so ist trassiert als Straße 36 des Bebauungsplans. | |
| Belowstraße (Lage)               | 0210                                 | Fritz von Below (1853–1918), Militär, im Ersten Weltkrieg Schlacht in Lothringen und Winterschlacht in Masuren                                          | 21. Mai 1941        | Als Straße 57 trassiert liegt die Belowstraße als Einbahnstraße von der Von-der-Gablentz-Straße zur Zobeltitzstraße. Nach dem Adressbuch 1943 ist sie durch die Gemeinnützige Wohnungsbaugesellschaft Primus komplett bebaut und bereits bezogen. Sie liegt parallel zu weiteren nach Militärs benannten Straßen. | |
| Berenhorststraße (Lage)          | 0550                                 | Georg Heinrich von Berenhorst (1733–1814), Militärschriftsteller                                                                                        | 25. Juni 1936       | Als Straße 56 trassiert liegt sie zwischen Von-der-Gablentz- und Zobeltitzstraße. Sie liegt parallel zu weiteren nach Militärs benannten Straßen. Die Straße führt von beidseits von der Zobeltitzstraße als Einbahnstraße ab. | |
| Bieler Straße (Lage)             | 0080                                 | Biel, größte zweisprachige Stadt der Schweiz | 10. Apr. 1933       | Die Straße in der Weißen Stadt liegt zwischen Aroser Allee und Baseler Straße. Bis zur Benennung war sie nach Bebauungsplan als Straße 60 geführt. 1933 ist die Straße 60 zwischen Aroser Allee und Baseler Straße auf der linken Seite mit den Mehrfamilienhäusern der Primus-Baugesellschaft auf den Grundstücken 1–9 angegeben und rechts mit vergebenen unbebauten Grundstücken notiert. 2013 ist die Bieler Straße mit den Grundstücken 1–9 (ungerade) und 2–8 (gerade) angegeben. | Bieler Straße                                                                                         |
| Blankestraße (Lage)              | 0210                                 | Karl Blanke (1829–1892), Grundbesitzer aus einer alteingesessenen Familie und Eigentümer des Geländes, in dem die Straße angelegt wurde                 | vor 1887            | Die Straße liegt nordwärts der Scharnweberstraße an die Reuterstraße zum Westrand des Dankes-Kirchhofs. Am 1. April 1967 wurde die Verlängerung, Straße 391, in die Blankestraße einbezogen. 1900 ist sie von der Scharnweberstraße bis zur Reuter-/Friedrich-Karl-Straße mit Einfamilienhäusern auf den Grundstücken 1–12 und (rücklaufend) 12a–16 (fortlaufend) genannt. | |
| Borggrevestraße (Lage)           | 0250                                 | Bernard Borggreve (1836–1914), Forstwissenschaftler, Zoologe und Botaniker                                                                              | 25. Juni 1936       | Die als Straße 67 des Bebauungsplans angelegte Straße liegt zwischen Waldow- und Klamannstraße. | |
| Breitkopfstraße (Lage)           | 1010                                 | Bernhard Christoph Breitkopf (1695–1777), Buchdrucker und Verleger.                                                                                     | 4. Aug. 1930        | Die Straße liegt zwischen Mittelbruchzeile und Klemkestraße in der Siedlung Paddenpuhl am Breitkopfbecken, die zwischen 1927 und 1939 nach Plänen der Architekten Fritz Beyer, Erich Diekmann und Josef Scherer entstand. Es ist eine ruhige Wohnstraße mit Alt- und Nachkriegsbauten. Im Abschnitt nördlich der Emmentaler Straße liegt sie an und um die Grünanlage am Breitkopfbecken. Die Straße war bereits vor 1887 angelegt worden und hieß Sonntagsstraße, benannt nach C. Sonntag, dem Besitzer (1859) einer Pappenfabrik in Pankow. Bis 1903 war die Schreibung Sontagstraße. Im Adressbuch von 1900 ist sie mit sieben Einfamilienhäusern als Querstraße der Wilkestraße genannt. 1930 wurde die Breitkopfstraße durch Anschluss der Straße 25 an die südlich anschließende Sonntagstraße benannt. | Haus der Breitkopfstraße                                                                              |
| Brienzer Straße (Lage)           | 0310 (im Ortsteil)                   | Brienz, Schweizer Kurort am Brienzer See | um 1909             | Die Straße 39, Abt. X/1 des Bebauungsplans, wurde am 29. November 1876 als Hennigsdorfer Straße benannt. Der Abschnitt zwischen Holländer- und Walderseestraße wurde zwischen 1907 und 1910 in Brienzer Straße umbenannt. Am 11. März 1937 wurde der Teil der Hennigsdorfer Straße in Wedding (bis zur Ungarnstraße) in die Brienzer Straße einbezogen. Die Straße mit den Grundstücken 26–56 (gerade) und 43–59 (ungerade) zwischen dem Schäfersee und Walderseestraße liegt im Ortsteil und geht gleichnamig in den Wedding weiter. Eine ruhige Wohnstraße mit Wohnblöcken aus den 1920er Jahren nahe der Residenzstraße. | |
| Brusebergstraße (Lage)           | 0780                                 | Wilhelm Bruseberg (1861–1911), Grundbesitzer in Tegel                                                                                                   | 4. Aug. 1930        | Am 1. Oktober 1963 wurde die Verlängerung, Straße 417, einbezogen, nachdem Straße 4 1930 mit einer größeren Anzahl weiterer Straßen benannt wurde. Die Straße liegt zwischen Humboldt- und Teichstraße. Im nördlichen Abschnitt liegt sie entlang vom Friedhof Reinickendorf, im Süden biegt sie nach Osten zur Teichstraße. | |
| Büchsenweg (Lage)                | 0670                                 | Büchse, Jagd- oder Sportgewehr mit gezogenem Lauf | 4. Aug. 1930        | Die Straße liegt zwischen Emmentaler und Klemkestraße. Sie wurde nach Bebauungsplan als Straße 23 angelegt, am 1. April 1962 wurde die Straße 384 und am 1. April 1963 noch die Verlängerung einbezogen. | |
| Büdnerring (Lage)                | 0750                                 | Büdner, norddeutsche Bezeichnung für Besitzer eines kleinen ländlichen Anwesens, einer Büdnerei                                                         | 10. Apr. 1961       | Die Straße liegt zwischen Reginhard- und Herbststraße und bildet im Nordosten einen Ring. Der Straßenname nimmt wohl Bezug zur Bürgerstraße. Bis zur Benennung wurde sie als Straße 388 geführt. Die Straße ist insbesondere im Ring mit mehrgeschossigen Wohnhäusern und Wohnhochhäusern bebaut. | |
| Bürgerstraße (Lage)              | 0230                                 | Bürger, Angehörige eines Staates oder einer Kommune | vor 1887            | Die Straße liegt ostwärts der Provinzstraße zur KGA Schönholz, die entlang der Bahnstrecke liegt. Im Adressbuch 1900 ist die Bürgerstraße zwischen Provinzstraße und Nordbahn mit Mehrfamilienhäusern bebaut und bewohnt angegeben. | |
| Dahnstraße (Lage)                | 0090                                 | Felix Dahn (1834–1912), Rechtswissenschaftler, Schriftsteller und Historiker                                                                            | um 1904             | Die Dahnstraße geht von der Kögelstraße nach Süden ab. Hinter den östlichen Grundstücken liegt der Nazareth-Kirchhof II. Im Adressbuch 1910 ist sie zwischen Kögel- und Großkopfstraße angegeben, mit den bebauten Grundstücken 2, 4 und 16 mit großen Mehrfamilienhäusern, im Haus 16 sind 21 Mieter genannt. | |
| Deutsche Straße (Lage)           | 0320                                 | Deutschland | vor 1887            | Die ruhige Wohnstraße mit Neu- und Nachkriegsbauten zwischen Residenz- und (als Sackgasse zur) Thurgauer Straße, begrenzt das Viertel der Straßen mit Namen nach Schweizer Orten. Zum Zeitpunkt der Benennung hatte die Namenswahl wohl andere Aspekte. Es gibt einen Fußgängerdurchgang zu einem kleinen Wanderweg, der zum Schäfersee oder zur Emmentaler Straße führt. Das westliche Ende der Straße ist durch das vormals dort liegende Eiswerk bedingt. | |
| Eichborndamm (Lage)              | 1120 (im Ortsteil)                   | Louis Eichborn (1812–1882), Bankier und Schachspieler, Lotterie-Obereinnehmer                                                                           | 20. Mai 1937        | Im Ortsteil liegen die Grundstücke 1–99 und 2–100 zwischen der Scharnweberstraße und der S-Bahnstrecke nördlich der Waldstraße. Im weiteren Verlauf gehört die Straße zu Borsigwalde und Wittenau. Seit 1875 verband die Eichbornstraße die Scharnweberstraße mit dem S-Bahnhof Eichbornstraße. Ihre Verlängerung bis zur Hauptstraße in Wittenau (seit 1952 Alt-Wittenau) war die Charlottenburger Straße. Beide Straßen wurden 1937 zusammengefasst und in Eichborndamm benannt. Ein Teilstück des Eichborndamms bildet mit der Antonienstraße ein Einbahnstraßen-System, um dem Verkehr von Norden (Märkisches Viertel) zur A 111 gerecht zu werden. Der frühere S-Bahnhof Eichbornstraße erhielt bei der Wiederinbetriebnahme der Strecke zwischen Schönholz und Tegel am 28. Mai 1995 den Namen Eichborndamm. In rekonstruierten Gewerbe- und Maschinenhallen im Ortsteil Borsigwalde entlang dieser Straße befindet sich das Landesarchiv Berlin. | Bahnhof Eichborndamm · Eichborndamm 9 (Berlin-Reinickendorf)                                          |
| Eisbärenweg (Lage)               | 0130                                 | Eisbär, symbolische Wahl für das Natureiswerk des Unternehmers Hermann Eduard Mudrack am Schäfersee                                                     | 17. Dez. 1932       | Die Straße nach Norden als Einbahnstraße und westlich mit Schrägparkspuren zwischen Mudrackzeile und Marienburnner Weg ist eine ruhige Wohnstraße mit Wohnblöcken aus den 1920er Jahren. Der Eisbärenweg ist für den öffentlichen Verkehr gesperrt. Sandsteinfiguren mit Werkzeugen an den Hauseingängen erinnern an die Tätigkeit der ehemaligen Eisarbeiter. Der Unternehmer Hermann Eduard Mudrack besaß am Schäfersee ein Natureiswerk und legte in der Umgebung des Sees bis zur Baseler Straße Teiche für die Eisgewinnung an. Auf dieser Fläche bis an die Baseler Straße lag das Eiswerk nordwestlich vom Schäfersee. Nach der Erfindung des Kunsteises durch Linde entstand ein Kunsteiswerk. Die Teiche wurden zugeschüttet und das Gelände bebaut. Vermutlich wurde der Name für die Straße 86 wegen der mit weißen Schafspelzen bekleideten und auf dem rutschigen Untergrund tapsig wie Eisbären wirkenden Arbeiter, die das Eis der Teiche brachen, gewählt. | |
| Emmentaler Straße (Lage)         | 1440                                 | Emmental, Schweizer Hügellandschaft im Berner Mittelland                                                                                                | 11. März 1937       | Zwischen Aroser Allee und Residenzstraße ist die Emmentaler Straße eine verkehrsreiche Durchgangsstraße, während sie östlich zwischen Residenz- und Klemkestraße zur ruhigeren Wohnstraße wird. Ein Teil der Straße gehört zur Weißen Stadt und zum UNESCO-Welterbe, diese wurde zwischen 1929 und 1931 nach einem städtebaulichen Entwurf von Otto Rudolf Salvisberg errichtet. Die um 1909 angelegte Berner Straße (zwischen Greulichpromenade, heute Aroser Allee, und Residenzstraße) und die nach 1898 angelegte Wilkestraße (Residenzstraße und Schönholzer Straße, heute Klemkestraße) wurden 1937 in Emmentaler Straße umbenannt. Die Berner Straße war nach der Bundesstadt der Schweiz benannt worden und hatte bereits den Bezug zum Schweizer Viertel. Namensgebend für die Wilkestraße war der Kommunalpolitiker Friedrich Wilke (1855–1939), der einer ortsansässigen Kossätenfamilie entstammte und sich um die Entwicklung des Ortes Tegel verdient machte. | Emmentaler Straße 56 · Emmentaler Straße 43 · Friedrich-Engels-Gymnasium                              |
| Engelmannweg (Lage)              | 0590                                 | Eduard Engelmann junior (1864–1944), österreichischer Eiskunstläufer                                                                                    | 4. Aug. 1930        | Die Straße 20 wurde 1930 benannt und 1933 von der „Charlottenburger Baugenossenschaft“ mit Mehrfamilienhäusern bebaut, die schon 1933 bewohnt sind. Die Einbahnstraße liegt zwischen Scharnweberstraße und Auguste-Viktoria-Allee und geht über letztere als Sackgasse nordwärts weiter. Der Namensgeber Engelmann entstammte einer Eiskunstlauffamilie, sein Vater Eduard Engelmann senior († 1897) war Begründer des Eislaufplatzes und der Junior Erbauer der ersten Freiluft-Kunsteisbahn in Wien und in anderen Großstädten. | |
| Epensteinplatz (Lage)            | 0060 × 60 (kreisförmig)              | Hermann Epenstein (1821–1892), Mediziner, Grundstückseigentümer                                                                                         | um 1900             | Der mit Bäumen bestandene Platz liegt an der Kreuzung von Schwab- und Epensteinstraße. Die Straßen liegen östlich und südlich um den Platz herum. Epenstein war Eigentümer des Geländes, auf dem die Straße nach ihm benannt wurde. | |
| Epensteinstraße (Lage)           | 0370                                 | Hermann Epenstein (1821–1892), Mediziner, Grundstückseigentümer                                                                                         | um 1898             | Die Straße liegt zwischen Pankower Allee und Mittelbruchzeile. Epenstein war Eigentümer des Geländes, auf dem die nach ihm benannte Straße liegt. | |
| Fahlandgasse (Lage)              | 0090                                 | Jakob Gottfried Fahland (1727–1811), Theologe, 1760 bis 1766 Pfarrer in Reinickendorf                                                                   | 1. Sep. 1981        | Zwischen Pankower und Letteallee östlich der Residenzstraße liegt die Fahlandgasse im Bereich der vormaligen Lette Colonie. als schmale Straße. | |
| Flottenstraße (Lage)             | 1690                                 | Flottenverein in Reinickendorf, der die reichsweite Propaganda für eine deutsche Schlachtflotte unterstützte                                            | um 1900             | 1899 wurde die Flottwellstraße, benannt nach dem preußischen Staatsminister Eduard von Flottwell (1786–1865), namentlich ausgewiesen. 1903 bestand für diese bereits der Name Flottenstraße. Die Straße liegt zwischen Roedernallee und Kopenhagener Straße, über die sie als Sackgasse in ein Gewerbegebiet im Winkel zwischen der Nordbahn und der Kremmener Bahn weitergeht. 1910 finden sich im Adressbuch sechs bebaute und drei unbebaute Grundstücke. 1910 ist ein Grundstück mit dem Fleck'schen Haus an der Kopenhagener Straße bebaut. | Argus-Motoren-Gesellschaft mbH, Verwaltungsbauten und anschließende Werkhallen · Flottenstraße 5–6    |
| Foxweg (Lage)                    | 0170                                 | George Fox (1624–1691), britischer Quäker | 1. Nov. 1968        | Die Straße 409 wurde 1968 als östliche Stichstraße von der Quäkerstraße benannt. | |
| Franz-Neumann-Platz (Lage)       | 110 × 90                             | Franz Neumann (1904–1974), Schlosser, Politiker, Widerstandskämpfer gegen das NS-Regime                                                                 | 20. Okt. 1979       | Der Platz – unweit des Schäfersees – liegt am Übergang der Residenz- und Markstraße, an der Kreuzung mit der Holländerstraße, die Pankower Allee mündet von Osten. Im Osten wird der Platz von der Fahlandgasse begrenzt und hier mündet die Letteallee. Am Platz liegt die gleichnamige U-Bahn-Station der Linie U8. | |
| Freiheitsweg (Lage)              | 0630                                 | Die Freiheit, Luch in der Magistratsheide | 1920                | Als Straße 4 des Bebauungsplans projektiert, liegt der Weg nördlich von Alt-Reinickendorf zwischen Kopenhagener Straße und Luisenweg. Über letzteren führt sie noch als Sackgasse nach Westen weiter, dort liegt Hinter der Dorfaue im Ring nach Norden. Zur Kopenhagener Straße besteht keine Durchfahrt, östlich vom Stegeweg ist sie ebenfalls als Sackgasse ausgewiesen. Die schmale Straße endet westlich an der „Kriegsgräberstätte Reinickendorf“. | |
| Friedrich-Karl-Straße (Lage)     | 0180                                 | Friedrich Karl Nikolaus, Prinz von Preußen (1828–1885), Militär                                                                                         | um 1898             | Die Straße liegt zwischen Ollenhauer- und Blanke-/Reuterstraße. 1900 waren fünf Grundstücke bebaut und drei unbebaut, so auch das Grundstück des Gutsbesitzers C. Großkopf. | |
| Friedrich-Wilhelm-Straße (Lage)  | 0260                                 | Friedrich Wilhelm (1882–1951), preußischer Kronprinz | um 1898             | Die Straße liegt zwischen Residenz- und Breitkopfstraße. 1900 befand sich an der Straße die Berliner Walkextract- und Fettwaarenfabrik als einziges Anwesen. | |
| Gamsbartweg (Lage)               | 0090                                 | Gamsbart, Hutschmuck bei Männern | 4. Aug. 1930        | Die (wie umliegende) nach einem jagdlichen Symbol benannte Straße geht als Sackgasse von der Emmentaler Straße zum Breitkopfpark und wird nördlich durch den Lampesteig ergänzt. Die Straße gehört zur Siedlung Paddenpuhl am Breitkopfbecken, die zwischen 1927 und 1939 nach Plänen der Architekten Fritz Beyer, Diekmann und Scherer entstand. Es ist Straße 29 des Bebauungsplan. | Breitkopfbecken am Gamsbartweg                                                                        |
| Gedonstraße (Lage)               | 0160                                 | Lorenz Gedon (1844–1883), Bildhauer, Baumeister, Innenarchitekt und Kunstgewerbler                                                                      | 27. Apr. 1936       | Die Sackgasse von der Simmelstraße nach Süden abgehend endet vor einem Wohnhaus an der Pankower Allee in einem Wendehammer. Durch dieses Haus führt ein Durchgang für Fußgänger und Radfahrer, um die Durchfahrt von Kraftfahrzeugen zu behindern, gibt es einen Sperrpfosten. Die Straße war nach Bebauungsplan als Straße 55 trassiert. | |
| General-Barby-Straße (Lage)      | 1050                                 | Adalbert von Barby (1820–1905), Königlich preußischer General der Kavallerie                                                                            | 1909                | Die Straße ist 1910, außer einem Grundstück Ecke Wacholderstraße, noch unbebaut. Nach Bebauungsplan ist es Straße 2. Nach dem Bauern August Müller wurde ein General aus der Familie Barby Besitzer des Terrains. Im Rahmen der Entnazifizierung der Berliner Straßennamen erfolgte 1945/1946 der Vorschlag zur Benennung nach Widerstandskämpfern aus der Familie Beuthke (insbesondere wohl Ernst Beuthke) in (Ernst-)Beuthke-Straße, der Name wurde im amtlichen Bescheid nicht bestätigt. Sie liegt zwischen Scharnweberstraße und als Sackgasse über die Waldstraße bis zur S-Bahnstrecke (Bahnhof Berlin Eichborndamm). In den 1940er und 1950er Jahren endet der Straßenlauf an der Straße 5 in der Laubenkolonie des Kleingartenvereins Erholung II und der Kolonie Eichbornplan, die Trasse ist bis an die Bahnlinie projektiert. Ende der 1960er Jahre erfolgte die Bebauung und der Ausbau der Straße. | General-Barby-Straße                                                                                  |
| General-Woyna-Straße (Lage)      | 0860                                 | Wilhelm von Woyna (1819–1896), preußischer General der Infanterie                                                                                       | 1909                | Die Straße liegt zwischen Scharnweber- und General-Barby-Straße, wobei sie am Nordende zu letzterer einen Verlauf nach Osten zum Meller Bogen nimmt. Als Straße 1 des Bebauungsplans ist sie im Adressbuch 1910 mit der Anmerkung „unbebaut“ von der Scharnweberstraße (zur Auguste-Viktoria-Allee) aufgeführt. Das Adressbuch 1943 besitzt den Eintrag der Straße für Reinickendorf West zwischen Scharnweberstraße und Auguste-Victoria-Allee in fortlaufender Nummerierung, jenseits der Auguste-Victoria-Allee bis zur Kienhorststraße sind für die Grundstücke 22–34 Baustellen genannt. Am Südende über die Scharnhorststraße folgen die Eckwohnhäuser 67 und 72 und für 68, 69 sowie 70, 71 ebenfalls Baustellen sowie der Sportplatz. Die Straße führt über die Zobeltitzstraße. Für den Weg wurde 1945/1946 Hans Schulz als Namensgeber (Mitglied der Saefkow-Jacob-Bästlein-Organisation) vorgeschlagen. Im Rahmen der Entnazifizierung Berliner Straßennamen 1947 wurde dieser Vorschlag amtlich nicht bestätigt. Mitte der 1950er Jahre ist die General-Woyna-Straße zwischen der Scharnweberstraße und der Bahnlinie (Kremmener Bahn) eingetragen (dadurch wäre die Humannstraße einbezogen). Südlich der Scharnweberstraße als Tegeler Weg aufgeführt. Mit der Bebauung auf Kleingartengelände nördlich der Auguste-Victoria-Allee wird am 1. April 1962 die nach Osten abbiegende Verlängerung der Straße 5 (des Bebauungsplans) einbezogen und die Verbindung zur General-Barby-Straße / Meller Bogen hergestellt. Zur Kienhorststraße verbleibt ein Durchgang zwischen den Wohnhäusern 40/40a und 41/41a über den Kienhorstgraben. Die Straße liegt im westlichen Abschnitt parallel zur General-Barby-Straße und weiteren nach Militärs benannten Straßen. In den 1930er/1940er Jahren bestand eine Gleisschleife der Straßenbahn von der Scharnweberstraße durch die General-Woyna-, Zobeltitz-, Graf-Häseler-Straße, die wohl in den 1950er Jahren mit der Straßenbahnführung im Eichborndamm aufgehoben wurde. | General-Woyna-Straße                                                                                  |
| Genfer Straße (Lage)             | 0660                                 | Genf, politische Gemeinde in der Schweiz, Hauptort des Kantons Genf                                                                                     | um 1909             | Die zentrale und ruhige Wohnstraße im denkmalgeschützten Ensemble der Weißen Stadt endet südlich der Emmentaler Straße als Sackgasse und setzt sich als Wanderweg zum Schäfersee fort. Die auch Schweizer Siedlung genannte Weiße Stadt wurde zwischen 1929 und 1931 nach einem städtebaulichen Entwurf von Otto Rudolf Salvisberg errichtet. | Genfer Straße                                                                                         |
| Gesellschaftstraße (Lage)        | 0340                                 | Baugesellschaft, die die Straße anlegte und die Grundstücke bebaute                                                                                     | vor 1877            | Die Straße liegt zwischen Reginhard- und Provinzstraße. Die Straße lag im Süden der „Lette-Colonie“. | |
| Gotthardstraße (Lage)            | 1540                                 | Gotthard, Gebirgsmassiv in der Schweiz | um 1914             | Die Straße, nach Bebauungsplan Straße 1, liegt zwischen Aroser Allee und Scharnweberstraße. Am 1. April 1967 wurde ihre Verlängerung, die Straße 394, und um 1964 die Verlängerung bis zur Emmentaler Straße, die Tellpromenade, in die Gotthardstraße einbezogen. | Begegnungskirche                                                                                      |
| Graf-Haeseler-Straße (Lage)      | 0400                                 | Graf Haeseler (1836–1919), preußischer Generalfeldmarschall                                                                                             | um 1910             | Die Straße liegt parallel zu weiteren nach Militärs benannten Straßen zwischen Scharnweberstraße und Auguste-Viktoria-Allee. Es ist die Straße 7 nach Bebauungsplan. Ab 1945 trug sie kurzzeitig den Namen Rudolf-Grieb-Straße, der amtlich nicht bestätigt wurde. | |
| Granatenstraße (Lage)            | 0330                                 | Granate, mit einem Wirkmittel gefülltes und mit einem Zünder versehenes hohles Geschoss                                                                 | um 1874             | Auf dem Gelände befand sich vormals ein von König Friedrich II., dem Großen, angelegter Artillerie-Schießplatz. Grund für die Benennung waren die Granatenberge. Sie stellten zwischen 1747 und 1828 eine Art Kugelfang für die auf dem Artillerieschießplatz verschossenen Granaten dar. Der Schießplatz wurde 1828 in die Jungfernheide verlegt. Die Besiedlung dieses Landstreifens begann im Jahre 1872, als der Eigentümer, Konter, sein Land, auf der Südseite parzellieren ließ. So ist sie schon 1872 verzeichnet. Mit der Bebauung des parzellierten Landes wurde im Jahre 1873 begonnen. Um 1905 dann auch die Nordseite. Dies spiegelt sich auch noch in der heutigen Pflasterung wider. So ist die südliche Seite, als Zufahrt zur Güterladestelle Schönholz, mit altmodischen Kopfsteinen gepflastert, wohingegen die nördlichen Seite später mit besseren Reihenpflastersteinen ausgestattet ist. Von 1914 bis 1927 befand sich in der Hausnummer 36 die Polizeiwache III von Berlin-Reinickendorf. Die Straße liegt östlich als Sackgasse zwischen Provinzstraße und der „KGA Schönholz“ an der Trasse der Nordbahn. | |
| Grindelwaldweg (Lage)            | 0260                                 | Grindelwald, Fremdenverkehrsort im Berner Oberland, Schweiz                                                                                             | 20. Apr. 1937       | Zwischen Baseler Straße und Romanshorner Weg, geht sie über letzteren als Sackgasse nach Westen bis zum Nordrand des Golgatha-, Gnaden- und Johannes-Evangelist-Kirchhofs. Über diese Straße führt der Innere Parkring. Als Nr. 18 gehört dieser zu den 20 grünen Hauptwegen Berlins, einem System von Erholungs- und Wanderwegen mit kulturhistorischen Info-Punkten. | |
| Großkopfstraße (Lage)            | 0190                                 | Karl Großkopf (1847–1929), Kommunalpolitiker | um 1898             | Die Straße zwischen Ollenhauer- und Reuterstraße wurde von Großkopf, Gemeindevorsteher von Reinickendorf und Eigentümer des Straßengeländes, angelegt. Großkopf stammte aus einem alten Reinickendorfer Bauerngeschlecht und wohnte (1887) in der Dorfstraße 36/37. | |
| Grünrockweg (Lage)               | 0090                                 | Grünrock, nach der Kleidung symbolisch für Jäger und Förster                                                                                            | 4. Aug. 1930        | Die kurze, ruhige Wohnstraße mit direktem Zugang zum U-Bahnhof Residenzstraße ist zwischen Residenz- und Breitkopfstraße reiner Fußgängerbereich. Die Straße gehört zur Siedlung Paddenpuhl am Breitkopfbecken, die zwischen 1927 und 1939 nach Plänen der Architekten Fritz Beyer, Diekmann und Scherer entstand. Die Straßen der Siedlung tragen vorwiegend symbolische Begriffe aus dem Jagdwesen. Die Straße 28 des Bebauungsplans ist 1933 noch unbebaut. | |
| Haßlingerweg (Lage)              | 0290                                 | Heinrich Haßlinger, Küster an der alten Dorfkirche zwischen 1864 und 1882                                                                               | 20. Mai 1937        | Als Straße 9 angelegt und 1937 benannt, liegt sie zwischen Mark- und Reginhardstraße. Am 1. Februar 1980 wurde eine zeitweilig getrennte Schreibweise „Haßlinger Weg“ korrigiert. | |
| Hausotterplatz (Lage)            | 0080 × 80 (kreisförmig)              | Karl Hausotter (1829–1896), Grundbesitzer | vor 1887            | Der kreisrunde Platz unterbricht die Winterstraße und die Kamekestraße. Am Platz liegt die Evangeliumskirche und die Hausotter-Grundschule. Den Platz und die Straße ließ der Grundbesitzer Karl Hausotter aus einer altansässigen Reinickendorfer Familie anlegen. | Hausotterschule                                                                                       |
| Hausotterstraße (Lage)           | 1140                                 | Karl Hausotter (1829–1896), Grundbesitzer | 1902                | Die lange und ruhige Wohnstraße zwischen Residenz- und Provinzstraße besteht überwiegend aus mehrgeschossigen Wohnblöcken. Die Alt- und Nachkriegsbauten werden im mittleren Straßenbereich von einigen Gewerbehöfe mit Einfamilienhäusern unterbrochen. Der Grundbesitzer Hausotter aus einer altansässigen Reinickendorfer Familie ließ die Straße und den nahe gelegenen Hausotterplatz anlegen. | Hausotterstraße 6                                                                                     |
| Hechelstraße (Lage)              | 0500                                 | Hechel (19. Jahrhundert), Grundbesitzer | um 1898             | Die Straße liegt zwischen Scharnweberstraße und Auguste-Viktoria-Allee. Hechel erwarb im 19. Jahrhundert das Grundstück vom Schulzen Haferstroh. Von der Familie befinden sich noch Grundstücke im Besitz. Der Rentier Hechel hatte das Baugrundstück für die Segenskirche kostenlos überlassen und am 15. Juni 1891 wurde der Grundstein für den Kirchbau gelegt, der 1892 von Kaiserin Auguste Viktoria (1858–1921) geweiht wurde. | |
| Herbststraße (Lage)              | 0680                                 | Herbst, Jahreszeit | vor 1887            | Die Straße liegt zwischen Provinzstraße und Büdnerring. Nach den drei weiteren Jahreszeiten sind Straßen der Umgebung benannt, wobei die Frühlingsstraße durch Grenzänderungen zu Niederschönhausen kam. Einstig befand sich in der Hausnummer 17/18 eine private Irrenanstalt von W. Schulz. | |
| Hinter der Dorfaue (Lage)        | 0160                                 | jenseits vom Ortskern die einstige Dorfaue | vor 1922            | Der Weg geht nördlich vom Freiheitsweg im Bogen ab, die Wohnhäuser der 1930er Jahre liegen außerhalb und innerhalb des Rings. | |
| Holländerstraße (Lage)           | 2140 (im Ortsteil)                   | Holländer, typische Maschine der Papierindustrie | 10. Apr. 1861       | Die Straße zwischen Gotthardstraße und Letteallee/Residenzstraße (letztere über die Markstraße verlängernd) gehört mit Straßenland und nördlicher Bebauung zum Ortsteil, die Grundstücke 54–112 (fortlaufend) an der südlichen Straßenseite zwischen dem Kirchhof III der Dorotheenstädtischen Gemeinde und der Briezener Straße gehören zu Wedding. Die Straße, die sich in der Nähe der Holz- und der Papierstraße (Gesundbrunnen) befindet, erhielt vermutlich im Zusammenhang mit der in der Papierstraße 1839 noch arbeitenden Papiermühle ihre Bezeichnung. | |
| Holzweidepfad (Lage)             | 0150                                 | alte nördliche Flurbezeichnung | 20. Apr. 1937       | Nördlich als Sackgasse von der Borggrevestraße abgehend, ist über einen Fußgängerweg die Lindauer Allee erreichbar. Vor der Benennung war es Zeile 3 des Bebauungsplans. | |
| Hoppestraße (Lage)               | 0420                                 | Hoppe (19. Jahrhundert), Gärtnereibesitzer | vor 1887            | Sie liegt zwischen Provinzstraße und als Sackgasse über die Klemkestraße. Auf diesem Terrain hatte Hoppe seine Gärtnerei. | |
| Humannstraße (Lage)              | 0330                                 | Karl Humann (1831–1888), Gutsbesitzer | vor 1887            | Die Straße liegt zwischen Kienhorststraße und über die Waldstraße hinweg als Sackgasse. | |
| Humboldtstraße (Lage)            | 1240                                 | Alexander von Humboldt (1769–1859), Naturforscher und Entdecker                                                                                         | vor 1887            | Die Straße zwischen Lindauer Allee und Ollenhauerstraße gehörte zur Ortslage Ost und West. Ein Teil der Humboldtstraße wurde am 10. Februar 1961 in Alt-Reinickendorf einbezogen. | |
| Huttwiler Weg (Lage)             | 0380                                 | Huttwil, politische Gemeinde im unteren Emmental, Kanton Bern, Schweiz, „Blumenstädtchen“ liegt zwischen Eriswil, Wyssachen, Dürrenroth und Walterswil. | 4. Aug. 1930        | Die Straße in der Trasse von Straße 31 und Straße 37 liegt zwischen Thurgauer und Walliser Straße. | Huttwiler Weg                                                                                         |
| Im Hufenschlag (Lage)            | 0430 (im Ortsteil)                   | Hufe, altes Landmaß und Hofstelle, der Zusatz Schlag steht für (freigeschlagene) Waldlichtung                                                           | 4. Aug. 1930        | Die ursprüngliche Straße 121 liegt zwischen Eichborndamm und dem Eingang zum anliegenden Friedhof in Wittenau. Nach Reinickendorf wurde sie am 17. Februar 2007 entlang der Bahnstrecke zwischen den S-Bahnhöfen Eichborndamm und Karl-Bonhoeffer-Nervenklinik verlängert, als die Häuser auf den Grundstücken 23–53c (ungerade) auf dem vormaligen Bahngelände errichtet wurden. | |
| Im Rodeland (Lage)               | 0210                                 | Rodeland, alte Flurbezeichnung | 21. Mai 1941        | Die ehemalige Straße 70 geht von der Kienhorststraße ab und als Fußweg zur Waldstraße. | |
| Interessentenweg (Lage)          | 0480                                 | Interessenten der Siedlergemeinschaft | vor 1961            | Die Straße liegt mit den Grundstücken 1a–7 (fortlaufend) zwischen Siedlung Rödernau / Lengeder Straße und der Bahnstrecke, wobei sie zumeist durch Kleingartenanlagen führt und dort gleichnamig als Gartenweg endet. Die amtlich zugeordneten Grundstücke sind 1–7 (fortlaufend). | |
| Julierstraße (Lage)              | 0110                                 | Julierpass, verbindet das Engadin mit dem Oberhalbstein, Schweiz                                                                                        | 10. Apr. 1961       | Die von der Winterthurstraße abgehende Straße liegt auf der Trasse des Bebauungsplans der Straße 401. | |
| Jupiterstraße (Lage)             | 0130                                 | Jupiter, Planet des Sonnensystems | vor 1951            | Die Straße wurde vorher als Straße 44 angelegt. Die Straße zwischen Meteorstraße und Nordlichtstraße liegt in einem Mischgebiet von Gewerbe und Einfamilienhäusern. Der Fluglärm in direkter Nähe zum Flughafen Tegel ist störend, dafür schweben die Flugzeuge nahezu in Kopfhöhe über die Siedlung, deren parallele Straßen meist nach Planeten benannt sind. Die Siedlung entstand an der Ostgrenze des Schießplatzes Tegel nahe dem Kasernengelände. | |
| Kamekestraße (Lage)              | 0290                                 | Georg von Kameke (1817–1893), General der Infanterie und Politiker                                                                                      | vor 1897            | Die Straße liegt zwischen Herbststraße und Mittelbruchzeile. | |
| Kapweg (Lage)                    | 0280 (im Ortsteil)                   | Kap der Guten Hoffnung, Südafrika. | 30. Mai 1953        | Die Straße war vorher ein Teil des Spandauer Wegs, der bereits vor 1887 bestand. Sie grenzt mit dem Südrand an das „Afrikanische Viertel“ in Wedding. Im Mai 1953 wurde der Teil des Spandauer Wegs zwischen Scharnweberstraße und Fichtenstraße (heute: Meteorstraße) in Kapweg umbenannt, im November wurde der Abschnitt von Charlottenburg bis zum heutigen Kurt-Schumacher-Platz als Kurt-Schumacher-Damm benannt. | Kapweg an der Scharnweberstraße                                                                       |
| Kienhorststraße (Lage)           | 1450                                 | Kienhorst, alte Flurbezeichnung | 6. März 1936        | Die Straße liegt zwischen Waldow- und Antonienstraße. Vor 1887 verlief auf der Trasse die Birkenstraße von Antonien- bis Berliner Straße (heute Ollenhauerstraße) und fortgesetzt durch die um 1900 angelegte Scheffelstraße weiter bis Humboldtstraße. Beide wurden 1936 in Kienhorststraße umbenannt. Nach dem Zweiten Weltkrieg (1945/1946) wurde kurzzeitig der Name Birkenstraße genutzt, jedoch amtlich nicht bestätigt. Um 1954 bestand westlich über die Antonienstraße ein Anschluss an die Innungsstraße (heute: Otisstraße), heute liegt hier die Kolonie Gartenfreunde und ein Sportplatz. | |
| Klamannstraße (Lage)             | 0450                                 | Friedrich Ferdinand Klamann (1776–1837), Grundbesitzer                                                                                                  | 4. Apr. 1961        | Vorher Straße 393 im Bebauungsplan liegt sie Humboldtstraße und Lindauer Allee mit einem gebogenen Verlauf. | |
| Klemkestraße (Lage)              | 1120 (im Ortsteil)                   | Fritz Klemke (1902–1932), Arbeiter, Opfer des NS-Regimes                                                                                                | 31. Juli 1947       | Die Straße liegt zwischen Kolpingplatz und der Ortsteilgrenze an der Durchfahrt unter der Berliner Nordbahn. Die Straße setzt sich hinter der Bahnlinie mit den Grundstücken 106–130 (gerade) und 107–115 (ungerade) in Niederschönhausen fort. Bis zur Grenzverschiebung 1938 gehörte die gesamte Straße zu Reinickendorf. Die Straße wurde 1947 nach dem Arbeiter Fritz Klemke benannt, der 1902 geboren und am 19. Januar 1932 in seiner Laube Opfer eines Überfalls von SA-Mitgliedern wurde. Um 1900 wurde die Schönholzer Straße zur Kolonie Schönholz angelegt, die um 1904 jedoch in Schönholzer Weg benannt wurde. Am 20. Mai 1937 wurde sie Felseneckstraße nach der Reinickendorfer Kolonie Felseneck benannt. Diese von Arbeiterfamilien bewohnte Kolonie wurde Mitte 1932 durch die SA überfallen, dabei wurde der Kommunist Fritz Klemke erschossen. Der daraufhin angestrebte Prozess gegen die Täter gehörte zu den politischen Skandalen der Weimarer Republik. Der Justiz war es angeblich nicht gelungen, den Schützen ausfindig zu machen. Am 22. Dezember 1932 stellte das Gericht das Verfahren aufgrund der Weihnachtsamnestie ein. Die Nationalsozialisten werteten den Überfall nach 1933 als eine von ihren „Heldentaten“ um. Notwendigerweise wurde dann 1947 die Straße nach Klemke benannt. | St. Marien-Kirche · Klemkestraße 9–11                                                                 |
| Klenzepfad (Lage)                | 0720                                 | Leo von Klenze (1784–1864), Architekt | 6. März 1936        | Zwischen Humboldt- und Brusebergstraße gelegen, war diese Straße im Bebauungsplan als Straße 39 projektiert. | |
| Klixstraße (Lage)                | 0410                                 | Klix, 19. Jahrhundert, Grundbesitzer, Militär | vor 1887            | Die Straße zwischen Scharnweberstraße und Auguste-Viktoria-Allee gehört zu mehreren nach Militärs benannten Parallelstraßen. Leutnant Klix war Verwalter des Chausseehauses an der Tegeler Chaussee (heute: Scharnweberstraße), wo ein Wegegeld erhoben wurde, um die umliegenden Straßen zu unterhalten. Später baute sich Klix ein Wohnhaus in der Klixstraße 4, wo nach 1875 Siedlerkinder unterrichtet wurden. | |
| Kögelstraße (Lage)               | 0140                                 | Johannes Theodor Rudolf Kögel (1829–1896), Theologe, Oberhofprediger.                                                                                   | um 1904             | Die Straße liegt zwischen Ollenhauer- und als Sackgasse über Dahnstraße bis an den Friedhof. | |
| Kolpingplatz (Lage)              | 0090 × 80 × 70 (dreieckige Kreuzung) | Adolph Kolping (1813–1865), Theologe, Begründer des Kolpingwerkes.                                                                                      | 1. Dez. 1986        | Der Platz liegt an einer lauten Straßenkreuzung, wo sich Kopenhagener, Klemke-, Residenzstraße, Lindauer Allee und Alt-Reinickendorf treffen. Über ihn fließt der Verkehr der Residenzstraße nach Wilhelmsruh, Tegel und Wedding. | |
| Kopenhagener Straße (Lage)       | 0810 (im Ortsteil)                   | Kopenhagen, Hauptstadt Dänemarks | 30. Apr. 1899       | Die Straße liegt mit den Grundstücken 1–75 und 2–76 zwischen Kolpingplatz und der Ortsteilgrenze hinter dem Bahndamm am S-Bahnhof Wilhelmsruh im Ortsteil. Die Straße führt nordwärts weiter nach Wilhelmsruh, bis 1938 gehörte sie vollständig zu Reinickendorf. Die Straße war einst der Verbindungsweg zwischen Rosenthal und Reinickendorf. Die Trasse ist auf dem Ur-Messtischblatt von 1871 eingezeichnet. | Wilhelmsruh S-Bahnhof Brücken im Blick nach Pankow · Kopenhagener Straße 59. A. Dinse-Maschinenbau AG |
| Kühleweinstraße (Lage)           | 0690                                 | Carl von Kühlewein (1846–1916), Unternehmer und Numismatiker                                                                                            | um 1904             | Carl Kühlewein war Direktor der Großen Berliner Pferdeeisenbahn-Aktiengesellschaft. Er gab die Anregung für die erste Berliner Gewerbeausstellung von 1896. Die gepflasterte Straße liegt zwischen Reginhard- und Mittelbruchzeile. Sie führt über den Letteplatz und im Nordteil ab Simmelstraße als Sackgasse zur Mittelbruchzeile, die hier als Parkweg ausgebildet ist und deshalb mit Sperrpfosten und Absperrschranke gesperrt wird. Am 20. Oktober 1932 wurde der südwestliche querliegende Abschnitt der Kühleweinstraße in Simmelstraße benannt. | |
| Kühnemannstraße (Lage)           | 0750 (im Ortsteil)                   | Fritz Kühnemann (1840–1917), Unternehmer | vor 1921            | Die Straße zwischen Provinzstraße und der Huge-Heinemann-Brücke über die Panke sowie die Nordgrundstücke 1–51 (ungerade) liegen im Ortsteil. Die südlich anliegenden Grundstücke 4–52 (gerade) gehören zu Gesundbrunnen. Die Kühnemannstraße wurde zwischen 1918 und 1921 benannt und lag damals zwischen Wilhelm-Kuhr- und Koloniestraße. Am 19. Februar 1938 wurde die Verlängerung bis zur Provinzstraße, Straße 1, einbezogen. | Kühnemannstraße 51                                                                                    |
| Kurt-Schumacher-Damm (Lage)      | 0610 (im Ortsteil)                   | Kurt Schumacher (1895–1952), Politiker, SPD, MdB, Widerstandskämpfer gegen das NS-Regime                                                                | 7. Nov. 1953        | Im Ortsteil liegt die Straße zwischen Kurt-Schumacher-Platz bis einschließlich der Mündung der (vorherigen) A 105 mit den Grundstücken 1 (ungerade) und 2–42 (gerade). Der Abschnitt westlich der A 105 liegt in Tegel und die südlichen Grundstücke bis zum Kapweg in Wedding. Im Süden, Ortsteil Charlottenburg, geht die zweibahnige Straße mit Mittelstreifen in die A 111 über und läuft teilweise (gleichnamig) als Anschlussfahrbahn nebenher. 1953, in Anerkennung seiner Verdienste für Berlin und anlässlich des ersten Todestages, wurden die in Reinickendorf, Tegel und Wedding liegenden Tegeler Weg (vor 1884) und der Spandauer Weg (vor 1887) in Kurt-Schumacher-Damm umbenannt. Am 17. Dezember 1955 wurden der Tegeler Weg und der Hinckeldeydamm in Charlottenburg in die durch mehrere Bezirke und Ortsteile führende Straße einbezogen. | Flugzeug über dem Kurt-Schumacher-Platz                                                               |
| Kurt-Schumacher-Platz (Lage)     | 0100 x 100 (ausgeweitete Kreuzung)   | Kurt Schumacher (1895–1952), Politiker | 4. Aug. 1955        | Der Platz liegt an der Kreuzung Scharnweberstraße mit Ollenhauerstraße / Kurt-Schumacher-Damm. Es kreuzen sich dabei zwei Straßenzüge, die mit je zwei Bahnen mit Mittelstreifen und jeweils zwei bis vier Spuren ihre Bedeutung im Straßenverkehr als übergeordnete Hauptstraßen nach dem Straßenentwicklungsplan Berlins unterstreichen. Die Benennung des Platzes erfolgte durch die Nähe der nach ihm benannten Straße. | Kurt-Schumacher-Platz                                                                                 |
| Lampesteig (Lage)                | 0190                                 | Meister Lampe, der Hase in der Tierfabel | 4. Aug. 1930        | Die ruhige Wohnstraße, vorher Straße 26, liegt als Sackgasse von der Klemke- und von der Emmentaler Straße am Breitkopfpark. Für Fußgänger und Radfahrer ist die Straße durchgängig. Sie gehört zur Siedlung Paddenpuhl am Breitkopfbecken, entstanden zwischen 1927 und 1939 nach Plänen der Architekten Fritz Beyer, Diekmann und Scherer. Im Süden liegt ihr über den Breitkopfpark hinweg der Gamsbartsteig gegenüber. | |
| Lengeder Straße (Lage)           | 1520                                 | Lengede, Ort in Niedersachsen im Südosten des Landkreises Peine                                                                                         | 1. Apr. 1967        | Die Straße zwischen Roedernallee und Kopenhagener Straße liegt am Nordrand des Industriegebietes, durch das sie teilweise auch hindurchführt. Am westlichen Ende liegen die Kleingartenanlagen KGA Trockendorf und KGA Vogelhain sowie die Siedlung Roedernau, und es gibt weitere Fußgängerdurchgänge zu den nördlich gelegenen Kleingärten. Am östlichen Ende liegt sie parallel zur Nordbahn und dem S-Bahnhof Wilhelmsruh. Sie liegt in der Trasse von Straße 1 und Straße 416 im Osten Reinickendorfs. Am 26. November 2005 wurde die Verlängerung von der Markscheider- zur Ausfahrt an der Kopenhagener Straße (S-Bahnhof Wilhelmsruh) einbezogen. Die Stadt Lengede war durch das Grubenunglück von 1963 bundesweit bekannt geworden. | |
| Letteallee (Lage)                | 0860                                 | Wilhelm Adolf Lette (1799–1868), Sozialpolitiker und Jurist                                                                                             | vor 1876            | Zwischen 1872 und 1874 wurde die Lette-Colonie im Gebiet von Residenzstraße, Pankower Allee und Letteallee errichtet. Lette setzte sich für den Bau ländlicher Eigenheime ein und hatte dafür eine Gemeinnützige Gesellschaft gegründet. Söhne der Bauern aus der Umgebung richteten sich hier ein, später kamen die Arbeiter der Ziegelei mit ihren Familien hinzu, 1878 war diese Kolonie noch verzeichnet. Am 19. Februar 1938 wurde die um 1898 angelegte Benkestraße zwischen Kühleweinstraße und Mickestraße einbezogen, wobei wohl bereits eine durchgehende Nummerierung der Grundstücke bestand. Die Benkestraße wurde vermutlich nach der Gutsbesitzerin E. Benke (19. Jahrhundert), die das Straßenland bereitstellte, benannt. Am 1. September 1981 wurde noch die Straße 54 in die Letteallee einbezogen. | |
| Letteplatz (Lage)                | 0110 x 110 (quadratisch)             | Wilhelm Adolf Lette (1799–1868), Sozialpolitiker und Jurist                                                                                             | 19. Feb. 1938       | Der Platz A des Bebauungsplans in der „Lette Colonie“ liegt zwischen Lette- (im Süden) und Pankower Allee (im Norden) und wird nach Osten durch die Mickestraße begrenzt. Im Westen unterbricht er die Kühleweinstraße, die als Parkweg den Platz begrenzt. In den 20er Jahren erhielt der Platz eine Randbebauung durch Wohnblöcke. Angelegt wurde er als Schmuckplatz vor der Reginhard Grundschule und dem Straßenbahnbetriebshof. Zur Zeit des Zweiten Weltkrieges befand sich auf dem Gelände ein Luftschutzbunker. Nach dem Krieg wurde er abgebaut und zugeschüttet. 1983 errichtete man die Brunnenplastik von Vera Krieckhahn. 2010/11 erfolgte ein weiterer Umbau des Platzes. | |
| Lienemannstraße (Lage)           | 0330                                 | Lienemann, 16. Jahrhundert, alteingesessene Bauernfamilie                                                                                               | 26. Juli 1955       | Vorher als Straße 373 angelegt, wurde sie zwischen Wald- und Kienhorststraße liegend 1955 benannt. Über letztere geht sie als Sackgasse westlich vom Lienemannbecken (ein begrüntes Regenauffangbecken) weiter. | |
| Lindauer Allee (Lage)            | 1850                                 | Lindau, Verwaltungssitz des Landkreises im bayerischen Regierungsbezirk Schwaben.                                                                       | 1. Feb. 1965        | Die Straße mit zwei Richtungsfahrbahnen und breitem Mittelstreifen liegt zwischen Residenzstraße am Kolpingplatz und Ollenhauerstraße. 1965 wurde die um 1912 zwischen Residenzstraße und Teichstraße angelegte Lindauer Straße mit der vor 1898 angelegten Kuhnstraße (Ollenhauer- bis Klamannstraße) unter Einbeziehung von Straße 390 benannt. Unter der mit zwei je dreispurigen Fahrbahnen und durch mit Bäumen bepflanzten Mittelstreifen getrennten Straße führt die U-Bahn-Linie U8 entlang. Zwischen Residenzstraße und Roedernallee ist die Lindauer Allee Träger der Bundesstraße 96. | U-Bahnhof Lindauer Allee · Berlin-Reinickendorf Lindauer Allee Paracelsus-Bad                         |
| Lübener Weg (Lage)               | 0350                                 | Lüben, niederschlesische Kreisstadt, Polen | 14. Jan. 1959       | Die Straße liegt zwischen Bruseberg- und Teichstraße und war nach Bebauungsplan als Straße 7 projektiert. | |
| Luisenweg (Lage)                 | 0230                                 | Königin Luise von Preußen (1776–1810), Gemahlin König Friedrich Wilhelms III.                                                                           | 1922                | Die Straße liegt nördlich von Alt-Reinickendorf über den Freiheitsweg weiter als Sackgasse. | |
| Mariabrunner Weg (Lage)          | 0140                                 | Mariabrunn, Ortsteil der Gemeinde Eriskirch am Bodensee, Baden-Württemberg                                                                              | 20. Okt. 1932       | Die Straße 85, nach Bebauungsplan trassiert, liegt zwischen Mudrackzeile und Zermatter Straße. Auf dieser Fläche bis an die Baseler Straße lag das Eiswerk nordwestlich vom Schäfersee. | |
| Markscheiderstraße (Lage)        | 0650                                 | Markscheider, Vermessungsingenieur im Bergbau | 1. Juli 2003        | Die Straße, vorher Straße 3, zwischen Flotten- und Lengeder Straße führt mitten durch ein Industriegebiet, wobei die westliche Parallelstraße als Montanstraße den gleichen Bezug zum Bergbau hat. | |
| Markstraße (Lage)                | 0760 (im Ortsteil)                   | Mark Brandenburg, Keimzelle des preußischen Staats | vor 1877            | Die Straße verfügt durchgehend über zwei Richtungsfahrbahnen mit Mittelstreifen und liegt zwischen Pankower Allee (Franz-Neumann-Platz) und Louise-Schröder-Platz. Die Grundstücke 14–19i (fortlaufend) an der westlichen Straßenseite zwischen Waldersee- und Ungarnstraße gehören zu Wedding. Am 8. März 1957 wurde der parallel verlaufende, zu Wedding gehörende Abschnitt zwischen Frauenfelder und Ungarnstraße mit den Häusern 19f–i gleich benannt, 19–19c entlang der Frauenfelder Straße gehören ebenfalls zur Markstraße in Wedding. Im Stadtplan von 1874 ist in der Trasse die Reinickendorfer Straße benannt, die auf der Karte von 1877 als Markstraße namentlich eingezeichnet ist. | |
| Marsstraße (Lage)                | 0120                                 | Mars, Planet des Sonnensystems | 21. Jan. 1937       | Die durch die Nähe des Flughafens Tegel und die (ehemalige) A 105 lärmbelastete, kleine unbefestigte Verbindungsstraße zwischen Meteor- und Nordlichtstraße, liegt in einem Mischgebiet von Gewerbe und Einfamilienhäusern. Die Straße 45 wurde 1937 benannt, ist aber im Adressbuch 1943 (im Gegensatz zu weiteren „Planetenstraßen“ in Ost) noch nicht aufgeführt, wohl aber 1954 verzeichnet. Die Siedlung entstand an der Ostgrenze des Tegeler Schießplatzes nahe dem Kasernengelände. | |
| Meller Bogen (Lage)              | 0450                                 | Melle, größte Stadt im Landkreis Osnabrück, Niedersachsen                                                                                               | 29. Apr. 1972       | Die Straße liegt gebogen zwischen General-Barby-Straße (West) und Auguste-Viktoria-Allee (Süd). Die Straße wurde mit der Bebauung auf der Trasse von Straße 51 und Straße 472 angelegt. Die Wohnbebauung 2–32 (gerade) und 7–19 (ungerade) führt die Straße als Durchfahrt in eine parkartige, begrünte Innenfläche mit mehrgeschossigen Wohnblockreihen. Melle ist seit 1988 Partnerstadt des Bezirks Reinickendorf. | |
| Merkurstraße (Lage)              | 0110                                 | Merkur, Planet des Sonnensystems | 21. Jan. 1937       | Die durch die Nähe des Flughafens Tegel und die (ehemalige) A 105 lärmbelastete, kleine unbefestigte Verbindungsstraße zwischen Meteorstraße und Nordlichtstraße, liegt in einem Mischgebiet von Gewerbe und Einfamilienhäusern. Die Straße 47 des Bebauungsplans liegt an der Ostgrenze des Tegeler Schießplatzes nahe dem Kasernengelände entstandenen (Planeten-)Siedlung. | |
| Meteorstraße (Lage)              | 0650                                 | Meteor, auch Sternschnuppe genannte Leuchterscheinungen von in die Erdatmosphäre eindringenden Meteoroiden                                              | 18. Sep. 1958       | Der Name der Straße ist ergänzend zu den nach Planeten benannten Querstraßen gewählt. Es ist eine schmale Straße in einem Mischgebiet von Gewerbe und Einfamilienhäusern, die in Ost-West-Richtung zwischen Uranusweg und Straße 462 liegt. Fluglärm durch die direkte Nähe zum Flughafen Tegel, wobei die Flugzeuge nahezu in Kopfhöhe hinwegschweben, und der Verkehrslärm des als Autobahn in die Innenstadt angedachten Zubringers Kurt-Schumacher-Damm stören die abseitige Lage der Straße. Parallel zur Straße schützt ein Erdwall vor dem Autobahnlärm. Der Erdwall ist ein begehrtes Ziel für Plane Spotter, da von hier [veraltet](noch) bestens an- und abfliegende Flugzeuge beobachtet werden können und das ganze Rollfeld des Flughafens im Blick ist. Die (Planeten-)Siedlung entstand an der Ostgrenze des Tegeler Schießplatzes nahe dem Kasernengelände. 1954 findet sich der Name Karl-Janisch-Straße. | |
| Mickestraße (Lage)               | 0260                                 | Paul Micke (1844–1913), Generaldirektor (ab 1898) der Großen Berliner Straßenbahn                                                                       | um 1906             | Vor der Benennung wurde sie als Straße 2 auf dem Gebiet der vormaligen „Lette-Colonie“ angelegt. Die Straße liegt zwischen Reginhardstraße und Pankower Allee über die Lette-Allee hinweg. | |
| Mittelbruchzeile (Lage)          | 1100                                 | Mittelbruch, alte Flurbezeichnung | 21. Feb. 1937       | Die Straße ist um 1899 als Grüner Weg entstanden, an ihm liegen 1910 acht Wohngebäude, eine Gärtnerei und eine Peitschenfabrik, jedoch 77 Grundstücke sind unbebaut (als Baustelle bezeichnet). Sie liegt zwischen Residenz- und Provinzstraße. | |
| Montanstraße (Lage)              | 0640                                 | Montan, den Bergbau betreffend | 1. Juni 1962        | Die Straße, vorher Straße 2, zwischen Flotten- und Lengeder Straße erschließt die Zufahrt zu den verschiedenen Gewerbe- und Industriebetrieben im hier liegenden Gewerbegebiet, das seit den 1960er Jahren am „Sektorenrand“ zu Wilhelmsruh angelegt wurde. | |
| Mudrackzeile (Lage)              | 0260                                 | Hermann Eduard Mudrack (19. Jahrhundert), Unternehmer, 1856 das Natureiswerk am Schäfersee, das erste seiner Art                                        | 20. Okt. 1932       | Nahe dem Schäfersee liegt diese Straße zwischen Baseler Straße und Mariabrunner Weg als ruhige Wohnstraße mit Wohnblöcken aus den 1920er Jahren. Zwischen Mudrackzeile und Stargardtstraße gibt es einen Fußgängerdurchgang. Die südliche und die östliche Straßenseite der im rechten Winkel verlaufenden Straße werden von der Kleingartenanlage Mariabrunn und der Kleingartenanlage Am Schäfersee begrenzt. Vorher Straße 86 des Bebauungsplans, verlief die Mudrackzeile ursprünglich nur in Nord-Süd-Richtung, durch Baumaßnahmen wurde diese geteilt und am 10. April 1961 der westliche Teil in die Mudrackzeile einbezogen. Auf dieser Fläche bis an die Baseler Straße lag das Eiswerk nordwestlich vom Schäfersee, Mudrack ließ im Winter am Schäfersee Eis brechen, in den Mudrackschen Natureisschuppen (ausgehobene, mit Torf isolierte Teiche) lagern und lieferte es im Sommer an umliegende Gastwirte und Fleischer. Über diese Straße wird ein Abschnitt des „Inneren Parkrings“ geführt, als Nr. 18 gehört er zu den 20 grünen Hauptwegen Berlins, einem System von Erholungs- und Wanderwegen mit kulturhistorischen Info-Punkten. | |
| Neptunstraße (Lage)              | 0150                                 | Neptun, römischer Gott des fließenden Wassers | um 1905             | Als Sackgasse liegt sie östlich der Reginhardstraße gegenüber der Mickestraße. Diese Straße A des Bebauungsplans liegt im Bereich der vormaligen „Lette-Colonie“ (dazu Lette) und wurde schon vor 1887 als Lettestraße C geführt. 1905 wurde sie parallel zur Aegirstraße liegend (südlich der Lette-Allee) benannt. Im Adressbuch 1943 ist sie für Ortslage Ost mit den Grundstücken 1–30 in Hufeisennummerierung als Stichstraße von der Seestraße angegeben. | |
| Nordbahnstraße (Lage)            | 0450                                 | In der Nähe der Nordbahn gelegen | vor 1887            | Die Nordbahnstraße 1–37c (fortlaufend) liegt zwischen Raschdorff- und Sommerstraße, führt über letztere als Sackgasse in Richtung zur Nordbahn (S-Bahnhof Schönholz) und setzt sich als Fußgängerweg zur Seebeckstraße fort, die entlang der Bahn liegt. Zur Nordbahnstraße am Bahnhof Wollankstraße zwischen Niederschönhausen und Gesundbrunnen besteht keine Verbindung außer der Namensgebung. 1910 ist die Nordbahnstraße zwischen Amendestraße und Nordbahn in Hufeisennummerierung auf 1–34 mit zehn unbebauten und mit Ein- und Mehrfamilienhäusern bebauten Grundstücken angegeben. | |
| Nordlichtstraße (Lage)           | 0750                                 | Nordlicht, Leuchterscheinung des Sonnenwindes in den Polargebieten                                                                                      | 18. Sep. 1958       | Die Straße in der „Planetensiedelung“ mit Gewerbe und Einfamilienhäusern liegt zwischen Uranusweg und Straße 443. Die Grundstücke der nördlichen Straßenseite grenzen an die Hochbahn der Linie U6 von Alt-Mariendorf nach Alt-Tegel. Zudem kommen (noch) der Fluglärm des benachbarten Flughafen Tegel von dem Flugzeuge in geringer Höhe kreuzen. Über diese Straße führt der Heiligenseer Weg, Nr. 18 der 20 grünen Hauptwege Berlins. Die (Planeten-)Siedlung entstand an der Ostgrenze des Tegeler Schießplatzes nahe dem Kasernengelände. 1958 erhielt die nach dem Siemens-Ingenieur und -Manager Karl Janisch (1870–1946) benannte Karl-Janisch-Straße (vorher Straße 43), den an die querliegenden „Planetenstraßen“ angepassten Namen. | |
| Ollenhauerstraße (Lage)          | 1590                                 | Erich Ollenhauer (1901–1963), Politiker, Widerstandskämpfer gegen das NS-Regime                                                                         | 25. März 1964       | Die Berliner Straße im Ortsteil wurde zum 63. Geburtstag von Ollenhauer (ein Jahr nach seinem Tod) umbenannt. Der Weg wurde im 18. Jahrhundert als Dalldorfer Chaussee (Dalldorf, früherer Name von Wittenau) angelegt und mit der zunehmenden Besiedlung vor 1888 als Berliner Straße benannt. Die Straße liegt zwischen dem Kurt-Schumacher-Platz und der Ortsteilgrenze zu Wittenau an der Brücke der S-Bahn-Strecke nach Tegel. Die Straße mit zwei Richtungsfahrbahnen und teilweise grünem Mittelstreifen (jeweils zwei bis vier Spuren) gehört zum übergeordneten Straßensystem des Straßenentwicklungsplans von Berlin. Der Straße sind die Grundstücke 1–139 in Hufeisennummerierung zugeordnet. | Münze in der Ollenhauerstraße · Wohnanlage Hans Ratzlow                                               |
| Oststraße (Lage)                 | 0090                                 | Osten, Himmelsrichtung | vor 1951            | Die kurze unbefestigte Straße, vorher Straße 48, ist die östlichste der kleinen Querverbindungen zwischen Meteorstraße und Nordlichtstraße. Sie ergänzt die Weststraße (westlichste) und die weiteren parallel liegenden, nach Planeten benannten Wege. Sie liegt in einem Mischgebiet von Gewerbe und Einfamilienhäusern und ist durch den Verkehrslärm des als A 105 geplanten Zubringers Kurt-Schumacher-Damm und ([veraltet]noch) den Fluglärm der unmittelbaren Nähe der Rollbahnen des Flughafens Tegel belastet. Die (Planeten-)Siedlung entstand an der Ostgrenze des Tegeler Schießplatzes nahe dem Kasernengelände. | |
| Otisstraße (Lage)                | 0910 (im Ortsteil)                   | Elisha Graves Otis (1811–1861), US-amerikanischer Mechanikermeister, Unternehmer                                                                        | 19. Juli 1956       | Die Straße zwischen Seidel- und Wittestraße liegt mit dem Straßenland in Tegel, die Ortsteilgrenze liegt am westlichen Straßenrand, sodass die Grundstücke 12–76 an der Ostseite der Straße zum Ortsteil gehören. Der vorherige Name der Straße war Innungsstraße, die heute noch in Borsigwalde besteht. Die Straße führt unter der Autobahn und der Hochbahnstrecke hindurch. Die Verwaltung der OTIS GmbH ist in der Otisstraße 33 ansässig. | |
| Pankower Allee (Lage)            | 0950                                 | Pankow, östlicher Nachbarort | vor 1877            | Der Verbindungsweg von Reinickendorf nach Pankow und Niederschönhausen bestand (wohl) schon länger und ist vor 1877 als Allee vom Schäfersee weg nördlich der „Lette Colonie“ angelegt. Die Straße liegt zwischen Residenz- und Provinzstraße. | ehemaliger Straßenbahnbetriebshof                                                                     |
| Pfahlerstraße (Lage)             | 0230                                 | Pfahler, 19. Jahrhundert, Gutsbesitzer in Reinickendorf                                                                                                 | um 1898             | Die Pfahlerstraße liegt zwischen Ollenhauer- und Waldowstraße und verlief früher von Berliner Straße (heute: Ollenhauerstraße) bis Humboldtstraße. Nach 1924 wurde das Gebiet zwischen Waldowstraße und Humboldtstraße umgestaltet, die meisten alten Straßen beseitigt und später neue angelegt. 1900 war die Straße noch unbebaut. | Wohnanlage Hans Ratzlow                                                                               |
| Pfifferlingweg (Lage)            | 0130                                 | Pfifferling, Speisepilz | 1. Apr. 1937        | Die vorherige Zeile 1 liegt als Stichstraße nordwärts von der Borggrevestraße ab. Zur Lindauer Allee besteht ein Fußgängerweg. | |
| Provinzstraße (Lage)             | 1320 (im Ortsteil)                   | Provinz Brandenburg, eine der Provinzen von Preußen | vor 1877            | Die Straße setzt sich nach Süden in Wedding und nach Norden in Niederschönhausen fort. Im Ortsteil liegen die Grundstücke 35–62a und 81–127 (fortlaufend) zwischen Ritterlandweg und einschließlich der Unterführung der Berliner Nordbahn gehört das Straßenland zum Ortsteil. Der Name mag auf das Anlegen durch die Provinzverwaltung zurückgehen, allerdings könnte auch die Namensgebung mit der Markstraße (die ebenfalls zu Ost gehört) nach der Mark Brandenburg in Zusammenhang stehen. | Provinzstraße 85 · S-Bahnhof Schönholz                                                                |
| Quäkerstraße (Lage)              | 0420                                 | Quäker, protestantische religiöse Gruppe | 1. Nov. 1968        | Sie liegt zwischen Auguste-Viktoria-Allee und Otisstraße auf der Trasse der Straße 408. Die Siedlung Quäkerstraße 1–37 (ungerade) und 2–28 (gerade) sowie Foxweg 1–37 (ungerade) ist eine ruhige Gewobag-Wohnanlage aus den 1960er Jahren mit 1500 Wohnungen nordöstlich nahe der A 114. Der abgehende Foxweg ist nach dem Gründer der „Christlichen Gesellschaft der Freunde“ (Friends of Society) benannt, deren Mitglieder abwertend „Quäker“ genannt wurden. Am Südende der Straße liegt die Albert-Einstein-Kirche und ein Seniorenheim. | |
| Ragazer Straße (Lage)            | 0310                                 | Bad Ragaz, politische Gemeinde im Kanton St. Gallen in der Schweiz                                                                                      | um 1909             | Die Straße liegt zwischen Lindauer Allee und Thurgauer Straße. Noch 1925 ist die Straße im Adressbuch als unbebaut ausgewiesen, 1930 sind alle Grundstücke bebaut. | |
| Raschdorffstraße (Lage)          | 1110                                 | Julius Carl Raschdorff (1823–1914), Architekt (Berliner Dom)                                                                                            | um 1901             | Die Straße liegt zwischen Residenz- und Sommerstraße. | |
| Reginhardstraße (Lage)           | 1560 (im Ortsteil)                   | Reginhard, männlicher Name, Reginhard soll als Form von Reinhard für die Namensgebung Reinickendorfs stehen                                             | 1. Nov. 1957        | Die Straße liegt im Ortsteil zwischen Emmentaler und Markstraße (Louise-Schroeder-Platz). Die südlichen Grundstücke 6–32 (gerade) zwischen Markstraße und Ritterlandweg gehören zu Gesundbrunnen. Die Seestraße (teilweise vom Oskarplatz, heute: Louise-Schroeder-Platz), Isar- und Saßnitzstraße wurden 1957 durchgehend bis zur Emmentaler Straße als einheitlicher Straßenzug benannt. Um 1901 wurde die nach der Stadt Saßnitz benannte Saßnitzstraße zwischen Winter- und über die Raschdorffstraße als Sackgasse angelegt. Die um 1901 angelegte Isarstraße (nach dem Donaunebenfluss Isar) lag zwischen Winterstraße und Letteallee. Die Seestraße wurde bei der Parzellierung der Kämmereiheide angelegt und ist schon 1827 namentlich genannt, die Bebauung begann ab 1907. Im Ortsteil lag sie zwischen Oskarplatz und Letteallee und wurde in die Reginhardstraße mit eingebunden. | |
| Reinickes Hof (Lage)             | 0330                                 | Paul Reinicke († nach 1911), Pädagoge, Kommunalpolitiker                                                                                                | 4. Aug. 1930        | Die Straße ist die Zufahrtsstraße westlich der Ollenhauerstraße zu den Grundstücken 1–22 (fortlaufend). Sie bildet einen begrünten Hofplatz und führt nach Nord als Sackgasse zum Saalmannsteig. Die Straße liegt auf der Trasse von Straße 34 und Straße 34a. Von 1889 bis 1914 war Reinicke Hauptlehrer in Dalldorf und ab 1906 zugleich Direktor der Dorfschule. Er war Gemeindevorsteher und -schöffe in Reinickendorf. | Siedlung Reinickes Hof                                                                                |
| Residenzstraße (Lage)            | 1770 (im Ortsteil)                   | Residenz, Wohn- und Amtssitz von Landesherren | vor 1877            | Die Residenzstraße liegt zwischen Kolpingplatz und der Ortsteilgrenze an der Ritterlandstraße im Ortsteil, sie führt anschließend mit den Grundstücken 76–90 (fortlaufend) in Wedding weiter. Die Residenzstraße ist auf dem Stadtplan von 1877 namentlich eingezeichnet, 1874 verläuft in ihrer Trasse die Reinickendorfer Chaussee. Diese Bezeichnung gilt für die Chaussee vom Wedding nach (heute) Alt-Reinickendorf. Die Bezeichnung Residenzstraße gilt dagegen für über den Wedding zur königlichen Residenz Berlin. Die Straße ist Teil des übergeordneten Straßensystems von Berlin, davon gehören 1120 Meter auch zur Bundesstraße 96. | Residenzstraße                                                                                        |
| Reuterstraße (Lage)              | 0130                                 | Fritz Reuter (1810–1874), niederdeutscher Dichter | um 1898             | Die Reuterstraße liegt zwischen Friedrich-Karl- und Großkopfstraße. Von Osten grenzt der Dankes-Kirchhof und am nördlichen Teil die KGA Schweinekopf. Der Platz am südlichen Ende zur Blankestraße wird von Anliegern Reuterplatz genannt, ist jedoch keine amtliche Bezeichnung. | |
| Ribbeweg (Lage)                  | 070                                  | Christian Ribbe (18. Jahrhundert), Grundbesitzer in Reinickendorf                                                                                       | 1. Juni 1962        | Die Straße geht von der Raschdorffstraße als Sackgasse ab. Sie trägt den Namen einer örtlichen Persönlichkeit, jedoch gegenüber den Straßennamen aus dem 19. Jahrhundert wurde hier nicht der Grundeigentümer der Straße gewählt. Über die unbebauten Grundstücke Amendestraße 24 und 85 und Hausotterstraße 81b führt ein Fußweg über Spielplätze und durch Grünanlagen, der von Anwohnern gleich benannt wird. Zugeordnet sind die Grundstücke Ribbeweg 32–36 (gerade, östlich) und 33, 35 (ungerade, westlich) mit Wohnbauten der 1960er Jahre, die an 33–35 anschließenden Wohnhäuser 86, 86a gehören zur Amendestraße. | |
| Ritterlandweg (Lage)             | 0550 (im Ortsteil)                   | Ritterland, hier liegender Grundbesitz des Ritterguts (Nyenhove, der Neue Hof)                                                                          | 17. Sep. 1938       | Das Straßenland und die Nordseite zwischen Residenz- und Provinzstraße liegt im Ortsteil, ein Teil der Grundstücke im Süden 16–62 (gerade) liegt in Gesundbrunnen, an denen die Ortsteilsgrenze entlangführt. Im 14. Jahrhundert existierte am Schäfersee (bis ins 19. Jahrhundert Reinickendorfer See genannt) ein Gut Nyenhove, vermutlich ein Rittergut. Der Straßenname bis 1938 war allerdings Justusstraße, die bereits auf der Straubes-Karte von 1877 namentlich eingezeichnet ist. Nach Adressbuch 1910 liegen in Hufeisennummerierung zwischen Residenz- und Seestraße die Wohnhäuser 1–5 und weiter bis Provinzstraße 6–30 (davon fünf unbebaute Grundstücke) und auf der anderen Straßenseite 31–52 (fünf unbebaute, auf 52 ein Kohlenplatz) und weiter 53 (unbebaut) bis 62 an der Residenzstraße. 1939 gehören die Häuser Justusstraße 6–30 nicht mehr zum Verwaltungsbezirk Reinickendorf, hier erfolgt der Vermerk „bei Drucklegung in Ritterlandweg umbenannt“. | |
| Roedernallee (Lage)              | 0750 (im Ortsteil)                   | Siegfried von Roedern (1870–1954), Jurist, Politiker | vor 1910            | Der südliche Abschnitt zwischen Lindauer Allee und der Ortsteilsgrenze an der Thyssenstraße mit den Grundstücken 2–56 und 171–204 (fortlaufend) liegt im Ortsteil, nach Norden führt die Straße nach Wittenau weiter. Die Bundesstraße 96 liegt auf der Roedernallee und die Straße gehört dadurch zum übergeordneten Berliner Straßensystem. Roedernallee wurde um 1910 zunächst die vor 1902 in Wittenau zwischen Gemarkungsgrenze (heute Tessenowstraße) und der Chaussee nach Hermsdorf (heute: Oranienburger Straße) angelegte Reinickendorfer Straße. Die schon vor 1905 ab Hauptstraße (heute: Alt-Reinickendorf) bestehende Oranienburger Chaussee wurde um 1912 in den als Graf-Roedern-Alle umbenannten (Wittenauer) Straßenzug einbezogen. Roedern war 1905 als Landrat für Niederbarnim und 1911 zum Oberpräsidialrat in Potsdam ernannt. 1910 wurde von Roedern in den Stand eines Rechtsritters des Johanniterordens erhoben. Die Graf-Roedern-Allee wurde am 18. Juli 1956 (wieder ohne Titel) in Roedernallee benannt. Ein Abschnitt der Roedernallee kam am 10. Februar 1961 zu Alt-Reinickendorf und zugleich erhielt an diesem Tag deren Verlängerung den Namen Roedernallee. Hier befindet sich das Paracelsus-Bad. | Berlin-Reinickendorf Roedernallee Paracelsus-Bad                                                      |
| Romanshorner Weg (Lage)          | 01150                                | Romanshorn, politische Gemeinde im Bezirk Arbon des Kantons Thurgau in der Schweiz                                                                      | 20. Apr. 1937       | Die Straße liegt in der Länge allerdings mehrfach unterbrochen zwischen Lindauer Allee (im Norden) und der Holländer Straße (im Süden). 1937 erhielt die um 1909 angelegte Davoser Straße unter Benutzung der Trasse von Straße 49 des Bebauungsplans den Namen Romanshorner Weg. Südlich der Grindelwaldstraße besteht eine Sackgasse mit den Grundstücken 15–19 (ungerade) und 16–20a (gerade) bis an den Johannes-Evangelist-Kirchhof. Nach Norden von der Grindelwaldstraße liegen die Grundstücke 21–51 (ungerade) und 22–52 (gerade) über Zermatter Straße und Emmentaler Straße, weiter über Schillerring teilweise östlich verschoben folgend die Grundstücke 54–92 (gerade) und 59–85 (ungerade) und mit 111 und 165 Gebäude des Humboldt-Krankenhauses und des Bezirksamts Reinickendorf und auf der Ostseite (nördlich der verlängerten Genfer Straße) zwei Reihenhaus-Wohnblöcke 96/148 und 150/202 bis Sankt-Galler-Straße, von der noch eine östlich mit 204–212 bebaute Sackgasse mit Wendehammer nach Norden geht, die neben der Jugendverkehrsschule als Fußweg zur Lindauer Allee führt. Für die Davoser Straße ist 1930 Lindauer Straße, St. Gallener Straße, (nur östlich) Genfer Straße, Tellpromenade, Schillerring, Appenzeller Straße notiert. An diesem Straßenzug sind unbebaute Grundstücke, das Krankenhaus und auf der Ostseite zwischen Tellpromenade und Lindauer Straße Neubauten. | Romanshorner Straße 58                                                                                |
| Rorschacher Zeile (Lage)         | 0090                                 | Rorschach, Stadt und politische Gemeinde am Bodensee im Kanton St. Gallen in der Schweiz                                                                | 7. Juli 1959        | Als Straße 376 des Bebauungsplans projektiert geht sie von der Residenzstraße, gegenüber vom Grünrockweg, nach Westen mit den Grundstücken 2–14 (gerade) und 1–5 (ungerade) ab. | |
| Rütlistraße (Lage)               | 0340                                 | Rütli, Bergwiese auf dem Grund der Urner Gemeinde Seelisberg in der Schweiz, bekannt durch den Rütlischwur                                              | um 1909             | Die Straße geht von der Holländerstraße / Ecke Vierwaldstätter Weg als Sackgasse nach Norden ab und endet vor dem Sportplatz westlich vom Schäfersee. | |
| Rundpfuhlweg (Lage)              | 0150                                 | Rundpfuhl, alte Flurbezeichnung | 20. Apr. 1937       | Als Zeile 2 projektiert geht er nördlich von der Borggrevestraße als eine von drei Parallelstraßen ab. | |
| Saalmannsteig (Lage)             | 0200                                 | Saalmann (verst. um 1913), Grundbesitzer in Reinickendorf                                                                                               | 26. Juli 1955       | Der Steig liegt zwischen Saalmann- und Ollenhauerstraße und ist zuvor als Fußweg 103 vermerkt gewesen. Ihm sind die Grundstücke Saalmannsteig 1–13 (ungerade) zugeordnet. Der Fußgängerweg ist mit Sperrpfosten an der Ollenhauerstraße versehen, ist aber Fahrweg zu den Grundstücken. Die Namenswahl hat Bezug auf die Saalmannstraße. | |
| Saalmannstraße (Lage)            | 0380                                 | Saalmann (verst. um 1913), Grundbesitzer in Reinickendorf                                                                                               | um 1901             | Die Straße führt als Sackgasse von der Waldstraße bis an die S-Bahnstrecke zwischen den beiden Bahnlandwirtschaften Wittenau-Saalmannstraße und Saalmannsteig. Vom nördlichen Ende dieser Sackgasse führt der Saalmannsteig als Fußgängerweg nach Osten zur Ollenhauerstraße, als Fahrweg ist er eine Zufahrt zu den Häusern Saalmannsteig 1–13 (ungerade) zwischen Reinickes Hof und Ollenhauerstraße. Nach Bebauungsplan ist die Saalmannstraße die Straße 35. 1945/1946 trug die Straße kurzzeitig den Namen Karl-Lüdtke-Straße, der Name wurde amtlich nicht bestätigt und wieder rückgängig gemacht. Saalmann war Molkereibesitzer und wohnte in der Scharnweberstraße 77. | |
| Sankt-Galler-Straße (Lage)       | 0290                                 | St. Gallen, HauptOrt des Kantons St. Gallen, Schweiz | um 1909             | Die Straße liegt zwischen Aroser Allee und Teichstraße. | Sankt-Galler-Straße                                                                                   |
| Saturnstraße (Lage)              | 0110                                 | Saturn, Planet | 18. Sep. 1958       | Parallel zu den anderen nach Planeten benannten Straßen liegt diese kleine unbefestigte Verbindungsstraße zwischen Meteorstraße und Nordlichtstraße in einem Mischgebiet von Gewerbe und Einfamilienhäusern. Nach Bebauungsplan ist es Straße 46. Die Verbindungen dieser Siedlung in die Innenstadt wäre die A 105 geworden, die zum Zubringer Kurt-Schumacher-Damm zurückgestuft wurde, eine weitere Lärmquelle kommt vom Rollbahnende des Flughafens Tegel die direkt hinter dem südlichen Ende der Straße liegt. Die (Planeten-)Siedlung entstand seit Mitte der 1930er Jahre an der Ostgrenze des Schießplatzes Tegel (heute Flughafen Tegel) nahe dem Kasernengelände. Den amtlich gewidmeten Namen erhielt diese Querstraße als eine der letzten. | |
| Scharnweberstraße (Lage)         | 1510 (im Ortsteil)                   | Georg Scharnweber (1816–1894), preußischer Politiker, Jurist, Königlich-preußischer Landrat für Niederbarnim (1843–1891).                               | vor 1888            | Die Straße gehört im größten Abschnitt insbesondere dem Straßenland zum Ortsteil, lediglich der östliche Abschnitt mit den (südlichen) Grundstücke 159–160 (fortlaufend) liegt im Wedding. Die Straße liegt zwischen Weddinger Ortsteilgrenze (am Anschluss Müllerstraße, Dorotheenstädtischer Friedhof III) und dem Übergang in die Seidelstraße in Höhe der Brücke über die A 111. Der größere Teil der Scharnweberstraße in diesem Straßenzug von Tegel mit der Innenstadt (Müller-, Scharnweber-, Seidelstraße) gehört nach Straßenentwicklungsplan Berlins zum regionalen Straßensystem. Jedoch auf Grund der Einfahrt der „Anschlussstelle 6 Seidelstraße“ der A 111 und der Einfahrt von Antonienstraße und der Ausfahrt zum Eichborndamm der „Anschlussstelle 7 Eichborndamm“ sind 130 Meter dem großräumigen und 250 Meter dem übergeordneten Straßensystem Berlins zugeteilt, was für die Verkehrsdichte, die Straßenbeschaffenheit und die Instandsetzungszeiten dieser Stadtstraße bedeutungsvoll ist. Im Berliner Adressbuch von 1887 ist noch die Tegeler Chaussee namentlich ausgewiesen, aber 1888 wird der Straßenzug Scharnweberstraße genannt. Scharnweber kandidierte erfolgreich um das Königlich-preußische Landratsamt Niederbarnim, das er vom 1. Januar 1843 bis 31. Dezember 1891 ausübte, weshalb die Namenswahl der Straße erfolgte. | Scharnweber Straße 108 · Scharnweber Straße 64–65                                                     |
| Schillerring (Lage)              | 0390                                 | Friedrich Schiller (1759–1805), Schriftsteller | um 1906             | Die Straße liegt zwischen Emmentaler Straße und Romanshorner Weg. Am 27. Januar 1931 wurde der Abschnitt zwischen Davoser (heute Romanshorner Weg) und Baseler Straße in Zermatter Straße umbenannt. | |
| Schillingstraße (Lage)           | 0480                                 | Schilling (19. Jahrhundert), Zigarrenfabrikant und Grundbesitzer                                                                                        | vor 1887            | Diese Straße liegt zwischen Scharnweberstraße und Auguste-Viktoria-Allee. | |
| Schützenstraße (Lage)            | 0060 (im Ortsteil)                   | Schützengilde im naheliegenden Schützenhaus der Schönholzer Heide                                                                                       | um 1904             | Die Straße zwischen Hermann-Hesse- und Buddestraße liegt mit dem Straßenland in Niederschönhausen. Zu Reinickendorf gehört auf der Ostseite (am Zaun entlang) die Fläche des Güterbahnhofs Schönholz, (hier) als Am Bürgerpark Nr. 1. Bis zur Bezirksreform 1938 gehörte die Straße insgesamt zum Ortsteil. Um 1943 wurde die Straße nichtamtlich als Am Schießstand bezeichnet. Es ist eine heute nahezu bedeutungslose Straße, die im Ortsteil die Zufahrt zur Ladestraße am Güterbahnhof ist. Neben dem 1882–1889 gebauten Schützenhaus der Berliner Schützengilde kann das 1890 in Schönholz veranstaltete X. Bundesschießen Anlass der Straßenbenennung gewesen sein. Auf dieser Straße stand 1961–1990/1991 die Berliner Mauer, der heutige Asphaltbelag entstand wohl bei der Beseitigung der Mauerreste. | |
| Schulenburgstraße (Lage)         | 0190                                 | Rudolf von der Schulenburg (1860–1930), Jurist, königlich preußischer Oberpräsident und Politiker.                                                      | um 1898             | Die Einbahnstraße liegt zwischen Waldow- und Ollenhauerstraße (in dieser Richtung). Schon um 1900 lag die Schulenburgstraße zwischen Berliner Straße (heute Ollenhauerstraße) und Waldowstraße, der daran zur Humboldtstraße führende Ziegeleiweg wurde bis 1924 nach und nach in die Schulenburgstraße einbezogen. Nach 1924 wurde das Gebiet zwischen Waldowstraße und Humboldtstraße umgestaltet und die Trassen der Straßen geändert. | Schulenburgstraße                                                                                     |
| Schwabstraße (Lage)              | 0340                                 | Gustav Schwab (1792–1850), Schriftsteller, Theologe | 20. Okt. 1932       | Diese innerstädtische Wohnstraße mit Kopfsteinpflaster und Gebäude aus Alt- und Neubauten liegt zwischen Reginhard- und Provinzstraße. Die Straße führt Ost-West über den Epensteinplatz. Um 1898 lag hier die wohl nach einem Anwohner benannte Albert-Freytag-Straße, die 1932 im südwestlichen Teil als Simmel- und im nordöstlichen in Schwabstraße umbenannt wurde. | |
| Schwartzstraße (Lage)            | 0130                                 | Schwartz, Amts- und Gemeindevorsteher, besaß im Ortsteil einen Bauernhof                                                                                | um 1914             | Die Straße liegt zwischen Epenstein- und Provinzstraße. | |
| Seebeckstraße (Lage)             | 0080                                 | Seebeck gehörte im 19. Jahrhundert zu den ersten Anwohnern                                                                                              | vor 1887            | Die Straße verlief zunächst zwischen Sommer- und Provinzstraße und lag völlig auf Reinickendorfer Flur, wurde aber bereits vor der Gebietsreform 1938 verkürzt. Der kurzen Straße zwischen Sommerstraße und Bahnstrecke sind die Grundstücke 1–4 auf der Südseite zugeordnet. | |
| Seidelstraße (Lage)              | 630 (im Ortsteil)                    | Gustav Adolph Ferdinand Seidel (1803–1884), Grundbesitzer, Stadtverordneter, Pächter des Berliner Leichenfuhrwesens                                     | um 1906             | Die Straße liegt zwischen Otisstraße und der Seidelstraßenbrücke über die A 111 an der Anschlussstelle 7 (Eichborndamm) im Ortsteil, hier geht sie in die Scharnweberstraße über. Die südlichen Grundstücke 15–75 (fortlaufend) gehören zu Tegel. Die Seidelstraße wurde zunächst in Tegel eingerichtet, sie verlief von der Kreuzung Berliner/Bernauer Straße bis zur Strafanstalt Berlin-Tegel, um 1906 wurde die Fortsetzung, Tegeler Landstraße, einbezogen. | |
| Semkensteig (Lage)               | 0090                                 | Semke war ein Reinickendorfer Lehrer | 1. Sep. 1981        | Die Straße führt von der Pankower Allee nach Süden abgehend zur Letteallee, ohne dass ihr Grundstücke zugeordnet sind | |
| Septimerstraße (Lage)            | 0700                                 | Septimer, ein im Altertum und Mittelalter bedeutender Alpenpass in der Schweiz                                                                          | 10. Apr. 1961       | Die Straße liegt im Bogen nördlich von und zur Holländerstraße und besitzt einige Seitenstraßen als Zufahrt zu den anliegenden Grundstücken. Sie liegt auf der Trasse der Straßen 396, 397, 398 und 399 des Bebauungsplans. | |
| Siedelmeisterweg (Lage)          | 0160                                 | Siedelmeister, meist der erste Schulze eines neuangelegten deutschen Dorfs im slawischen Raum, der Neuansiedler anwarb                                  | 18. Juli 1958       | Die Straße 111 war vor der Benennung die Begrenzung des Gewerbegebiets nach Westen. Die Straße geht von der Waldstraße nach Norden ab. | |
| Simmelstraße (Lage)              | 0470                                 | Georg Simmel (1858–1918), Soziologe und Kulturphilosoph                                                                                                 | 20. Okt. 1932       | Die Straße zwischen Residenz- und Kühleweinstraße ist der westliche Ast der seit um 1898 hier liegenden Albert-Freitag-Straße, die vermutlich nach (oder von) einem ersten Siedler benannt wurde. | |
| Solferinostraße (Lage)           | 0230                                 | Schlacht von Solferino gilt als Anlass der Idee zur Gründung der Hilfsorganisation Rotes Kreuz                                                          | 18. Juni 1959       | Die vorherige Straße 100 des Bebauungsplans wurde 1959 benannt und liegt im Bogen zwischen Waldow- und Pfahlerstraße. Die Benennung erfolgte zum 100. Jahrestag der Schlacht von Solferino, deren Ablauf und Auswirkungen gelten als Anlass der Idee zur Gründung der Hilfsorganisation Rotes Kreuz. | |
| Sommerstraße (Lage)              | 0670                                 | Sommer, eine Jahreszeit | um 1888             | Die Straße liegt zwischen Klemke- und Winterstraße. Von den vier Straßen nach Jahreszeiten liegt die Frühlingsstraße im 1938 von Reinickendorf zu Pankow gekommenen Gebiet. | |
| Stargardtstraße (Lage)           | 0260                                 | Stargardt, 19. Jahrhundert, Eigentümer dieses Gebietes                                                                                                  | um 1897             | Die ruhige Wohnstraße nördlich am Schäfersee geht als Sackgasse von der Residenzstraße ab, zwischen Mudrackzeile und Stargardtstraße gibt es einen Fußgängerdurchgang. Im Haus Nr. 9 („Haus am See“) ist ein Kinder-, Jugend- und Familienzentrum untergebracht. Über diese Straße wird die Nr. 18 „Innerer Parkring“ der 20 grünen Hauptwege Berlins geführt. Ursprünglich wurde die Straße zwischen Baseler und Residenzstraße angelegt, wurde aber durch Baumaßnahmen geteilt und der westliche Abschnitt am 10. April 1961 in die Mudrackzeile einbezogen. | Stadtbücherei                                                                                         |
| Stegeweg (Lage)                  | 0310                                 | Steg, schmaler Fußweg, kleine Brücke | um 1899             | Die Straße zwischen Alt-Reinickendorf und Flottenstraße führt durch die Bahnstrecke hindurch. Ein vorhergehender Name war Rosenthaler Weg, der Weg lag an der Maschinenfabrik A. Becker. | |
| Straße 442 (Lage)                | 0110                                 | nach Besiedlungsplan nummeriert | nach 1930           | Sie liegt zwischen Kurt-Schumacher-Damm und Nordlichtstraße. Die (Planeten-)Siedlung entstand an der Ostgrenze des Tegeler Schießplatzes nahe dem Kasernengelände. | |
| Straße 443 (Lage)                | 0150                                 | nach Besiedlungsplan nummeriert | nach 1930           | Die Straße geht am östlichen Rande der Planeten-Siedlung von der Nordlichtstraße nach Süden. Die (Planeten-)Siedlung entstand an der Ostgrenze des Tegeler Schießplatzes nahe dem Kasernengelände. | |
| Straße 455 (Lage)                | 0170                                 | nach Besiedlungsplan nummeriert | nach 1930           | Die Straße liegt am östlichen Rande der Planeten-Siedlung nach Süden ab der Straße 443 zum Kurt-Schumacher-Damm hin. Die (Planeten-)Siedlung entstand an der Ostgrenze des Tegeler Schießplatzes nahe dem Kasernengelände. | |
| Straße 462 (Lage)                | 0120                                 | nach Besiedlungsplan nummeriert | nach 1930           | Es ist eine kurze Verbindungsstraße vom Kurt-Schumacher-Damm zur Nordlichtstraße, mit einer Betriebshaltestelle der BVG, die nur in einer Richtung zu befahren ist. Über diese Straße wird der Heiligenseer Weg, einer der 20 Grünen Hauptwege Berlins, geführt, mit Nr. 03 gekennzeichnet. Die (Planeten-)Siedlung entstand an der Ostgrenze des Tegeler Schießplatzes nahe dem Kasernengelände. | |
| Teichstraße (Lage)               | 0810                                 | vormals hier liegende Engelteiche | vor 1887            | Die Straße zwischen Lindauer Allee und Gotthardstraße mit den Grundstücken 1–69 (fortlaufend) setzt die Roedernallee nach Süden fort, jedoch nicht die B 96. Die Teichstraße gehört zum regionalen Straßensystem Berlins. Namensgebend für die Straße sind die Engelteiche, die nach dem Berliner Kaufmann Peter Engel benannt sind, der 1632 in Reinickendorf Land kaufte, auf denen diese Teiche lagen. Im Adressbuch von 1900 ist die Teichstraße von der Hauptstraße (heute: Alt-Glienicke) und Ecke Humboldtstraße abgehend mit den Grundstücken 1–49 angegeben, 1–5 durch Gärtnerei, 47–49 bebaut, die restlichen gehören einem Fuhrhof-Besitzer. 1910 ist der Neubau des Krankenhauses und einer Kläranlage der Gemeinde Reinickendorf notiert, die Grundstücke an der Humboldtstraße heißen nun 105–107, gegenüberliegend die Gärtnerei, ansonsten ist die Straße unbebaut. | Geschäft in der Teichstraße                                                                           |
| Thaterstraße (Lage)              | 0270                                 | Louis Thater, 19. Jahrhundert, Eiswerks- und Grundbesitzer                                                                                              | vor 1887            | Die Straße ist nach dem Eisunternehmer Louis Thater benannt, der ähnlich wie Hermann Eduard Mudrack (Mudrackzeile) Eis aus dem Schäfersee brach, es fachgerecht lagerte und zu Kühlzwecken verkaufte. Die ruhige Wohnstraße mit Neu- und Nachkriegsbauten liegt westlich der Residenzstraße zur KGA Marienbrunn. Es gibt einen Fußgängerdurchgang zu einem kleinen Wanderweg, der zum Schäfersee oder zur Emmentaler Straße führt. | |
| Thurgauer Straße (Lage)          | 0710                                 | Thurgau, deutschsprachiger Kanton im Nordosten der Schweiz                                                                                              | 4. Aug. 1930        | Die Straße liegt am Rand des Flächendenkmals Weiße Stadt, die zum UNESCO-Welterbe gehört. Die ruhige Wohnstraße mit Wohnblöcken aus den 1920er Jahren liegt zwischen Aroser Allee und Deutscher Straße. Am 3. Oktober 1908 wurde die Luzerner Straße angelegt, 1910 und noch 1920 ist sie von der Schillerpromenade (heute Aroser Allee) abgehend als unbebaut angegeben. Im Adressbuch von 1930 sind von der Berner Straße (heute Emmentaler Straße) über die Straße 31 (heute: Huttwiler Weg) die Mehrfamilienhäuser 1–10 der Baugesellschaft „Roland“ zugeordnet, über die Ragazer Straße zur Straße 32 folgen die Mehrfamilienhäuser 11/12 der Stadt Berlin, Straße und unbebaute Grundstücke bis Schillerpromenade. Hier liegt ein Sportplatz des Gymnasiums. 1930 erhielt die Luzerner Straße und die seitliche Straße 32 des Bebauungsplans bis zur Thaterstraße den Namen Thurgauer Straße, 1943 ist sie nur bis zur Deutschen Straße angegeben. Am 18. Juli 1958 wurde der nördliche Seitenteil der Thurgauer Straße (Hausnummern 64 und 66 sowie 68–90) in Walliser Straße umbenannt, am 7. Juli 1959 wurde die Verlängerung einbezogen. | Jugendheim Fuchsbau                                                                                   |
| Thyssenstraße (Lage)             | 0430 (im Ortsteil)                   | August Thyssen (1842–1926), Industrieller und Gründer der Thyssen-Werke                                                                                 | vor 1922            | Die Straße zwischen Roedernallee und übergehend in die Sittestraße gehört mit Straßenland und den südlich anliegenden Gewerbegrundstücken 1–27 (ungerade) zum Ortsteil, die Nordseite mit den Wohngrundstücken 4–28 gehört zu Wittenau. Im Adressbuch 1912 ist sie erstmals von der Graf-Roedern-Allee abgehend und als unbebaut notiert. | Berlin-Reinickendorf Thyssenstraße Hako Berlin                                                        |
| Uranusweg (Lage)                 | 0280                                 | Uranus, Planet des Sonnensystems | 30. Mai 1953        | Die Verbindungsstraße zwischen Meteorstraße und Scharnweberstraße liegt in einem Mischgebiet von Gewerbe und Einfamilienhäusern. An der nördlichen Straßenseite liegen einige Sportplätze und die U-Bahn führt als Hochbahn über die Straße, ehe sie Anschluss an die Scharnweberstraße hat. Unmittelbar benachbart sind Flughafen Tegel und die vormals als A 105 vorgesehene, aber als Zubringer Kurt-Schumacher-Platz herabgestufte Verkehrsstraße. Die (Planeten-)Siedlung entstand an der Ostgrenze des Tegeler Schießplatzes nahe dem Kasernengelände. Der Weg liegt auf dem Straßenzug des schon vor 1897 nachgewiesenen Tegeler Wegs. Der Tegeler Weg ging einst von der Scharnweberstraße zur Jungfernheide und mündete dort in den Spandauer Weg (in Charlottenburg). Beim Ausbau des Flugplatzes Tegel wurde er verkürzt, am 30. Mai 1953 wurde ein Teil (passend zu den umliegenden „Planetenstraße“) in Uranusweg und am 7. November 1953 der restliche Teil in Kurt-Schumacher-Damm umbenannt. | |
| Venusstraße (Lage)               | 0090                                 | Venus, Nachbarplanet der Erde | 21. Jan. 1937       | Die kleine Verbindungsstraße, vorher Straße 47, zwischen Meteorstraße und Nordlichtstraße liegt in einem Mischgebiet von Gewerbe und Einfamilienhäusern. Weitere nach Planeten benannte Straßen liegen zu ihr parallel und sind ebenfalls direkt hinter dem südlichen Ende der Straße liegenden Flughafen Tegel und der als A 105 geplanten Zubringerstraße durch Verkehrslärm belastet. Die (Planeten-)Siedlung entstand an der Ostgrenze des Tegeler Schießplatzes nahe dem Kasernengelände. | |
| Verlängerte Koloniestraße (Lage) | 0230                                 | Kolonie, mit Bezug zur Koloniestraße | um 1905             | Die Straße liegt nördlich der Kühnemannstraße und setzt die (in Gesundbrunnen liegende) Koloniestraße bis zur Granatenstraße fort. Sie führt durch das hier liegende kleine Gewerbegebiet um die ehemalige Konservenfabrik im nördlichen Abschnitt entlang der KGA Schönholz. | |
| Vierwaldstätter Weg (Lage)       | 0180                                 | Vierwaldstättersee, von Bergen umgebener See in der Zentralschweiz                                                                                      | 21. Apr. 1932       | Die Straße liegt nördlich als Sackgasse von der Holländerstraße zum Park am Schäfersee. Zwischen 1908 und 1910 wurde auf dessen Trasse die Thuner Straße in Reinickendorf Ost angelegt, benannt nach Thun wegen der gleichzeitig benannten umgebenden Straßen nach Schweizer Orten. Sie führte unbebaut in den Wedding. 1932 wurde der Reinickendorfer Ast in Vierwaldstätter Weg benannt, wobei wohl die Nähe zum Schäfersee von Bedeutung war. Der Weddinger Abschnitt wurde zur Barfußstraße einbezogen. | |
| Von-der-Gablentz-Straße (Lage)   | 0370                                 | Otto Heinrich von der Gablentz (1898–1972), Staatswissenschaftler, Widerstandskämpfer gegen das NS-Regime                                               | 11. Sep. 1998       | Die Straße liegt zwischen der Ollenhauerstraße und der Berenhorststraße. Sie liegt parallel zur Scharnweberstraße und schließt mit den zugehörigen Grundstücken Berenhorst- und Belowstraße im Süden ab, am westlichen Ende führt von der Berenhorststraße eine Grünfläche zur Scharnweberstraße. Die Straße war 1941 auf einer noch unbebauten Fläche im Südosten des mit Straßen nach Militärs benannten Gebietes als Hoeferstraße angelegt worden. 1943 waren die Grundstücke 2–23 noch unbebaut, 2–32 (gerade) und 25–31 (ungerade) sind Mehrfamilienhäuser der Baugesellschaft Primus. Karl Hoefer (1862–1939) war Generalleutnant sowie Freikorpsführer und Anhänger der NS-Bewegung. Die Umbenennung erfolgte zum 100. Geburtstag von der Gablentz'. | |
| Walderseestraße (Lage)           | 0310 (im Ortsteil)                   | Alfred Graf von Waldersee (1832–1904), preußischer Generalfeldmarschall                                                                                 | vor 1897            | Die Straße wurde zwischen 1889 und 1897 benannt. Sie liegt zwischen Mark- undis Brienzer Straße, mit dem Straßenland und der Nordseite der Grundstücke 1–16 (fortlaufend) im Ortsteil, die Südseite gehört zum Ortsteil Wedding. | |
| Waldowstraße (Lage)              | 0630                                 | Wilhelm von Waldow (1856–1937), preußischer Politiker                                                                                                   | um 1898             | Die Straße liegt zwischen Lindauer Allee und Humboldtstraße als Einbahnstraße nach Süden. Die Grundstücke 34–37 liegen an der Westseite der Sackgasse des über die Lindauer Allee gehenden Abschnitts, an der Ostseite dieser Sackgasse liegt die KGA Einheit I. Der Namensgeber übernahm 1892 die kommissarische Verwaltung des Kreises Niederbarnim im Regierungsbezirk Potsdam. Er förderte den Chaussee- und Kleinbahnbau und baute das Feuerlöschwesen aus. | Waldowstraße                                                                                          |
| Waldstraße (Lage)                | 1210                                 | vormaliges Waldstück Bauernheide | vor 1887            | Die Straße liegt zwischen Ollenhauerstraße und Eichborndamm im Straßenzug Lindauer Allee–Wittestraße und gehört zum übergeordneten Berliner Hauptstraßensystem nach Straßenentwicklungsplan. Die Straße führt zwischen Saalmann- und Lienemannstraße durch ein Gewerbegebiet. Die Waldstraße führte von der Berliner Straße (heute: Ollenhauerstraße) zur Grenze nach Dalldorf, wo sich einst der Wald der Bauernheide befand. Bei der Umgestaltung des Straßenzuges Eichborndamm/Antonienstraße blieb am 1. April 1969 der Teil westlich vom Eichborndamm zur Wittestraße. | |
| Walliser Straße (Lage)           | 0250                                 | Kanton Wallis, im Südwesten der Schweiz, gleichnamiges Tal der oberen Rhone                                                                             | 18. Juli 1958       | Die Straße liegt zwischen Thurgauer Straße und Huttwiler Weg, von letzterem geht sie als Sackgasse nach Norden, am Wendehammer ist für Fahrzeuge keine Durchfahrt zur Lindauer Allee möglich. 1958 wurde die Seitenstraße „Thurgauer Straße“ (zuvor gleichnamig zur Thurgauer Straße) in der Trasse von Straße 68 und Straße 90 des Bebauungsplans herausgelöst und als Walliser Straße benannt. An der Ostseite liegen die Wohnbauten auf den Grundstücken 1–25 (ungerade) und gegenüber die Paul-Löbe-Oberschule und die Jugendfreizeitstätte „Fuchsbau“. | |
| Werftendensteig (Lage)           | 0130                                 | Werftenden, alte Flurbezeichnung | 29. Jan. 1937       | Die Straße 102 des Bebauungsplans wurde nach einem Flurstück benannt und liegt zwischen Simmelstraße und Mittelbruchzeile. | |
| Weststraße (Lage)                | 0140                                 | West, Himmelsrichtung | vor 1951            | Die kleine Verbindungsstraße, vorher Straße 43a, in einem Mischgebiet von Gewerbe und Einfamilienhäusern liegt zwischen der Meteor- und Nordlichtstraße und ist die westlichste der Parallelstraßen. Sie liegt in unmittelbarer Nähe zum Flughafen Tegel und der dem Zubringer Kurt-Schumacher-Damm, der als Teil einer „A 105“ direkt hinter dem südlichen Ende der Straße den Verkehr in die Innenstadt leiten sollte. Die (Planeten-)Siedlung entstand an der Ostgrenze des Schießplatzes Tegel, heute Flughafen Tegel, nahe dem Kasernengelände. | |
| Winterstraße (Lage)              | 0440                                 | Winter, Jahreszeit | vor 1887            | Die Winterstraße wird durch den kreisförmigen Hausotterplatz unterbrochen und liegt zwischen Reginhard- und Provinzstraße. Eine ruhige Wohnstraße mit Mehrfamilienhäusern und einigen Gewerbehöfe mit Einfamilienhäusern. In der Umgebung gibt es die Straßen nach den weiteren drei Jahreszeiten, nach Norden geht die Sommerstraße. | |
| Winterthurstraße (Lage)          | 0210                                 | Winterthur, politische Gemeinde im Kanton Zürich, Schweiz, sechstgrößte Stadt des Landes                                                                | 1. Apr. 1961        | Vorher Straße 400 des Bebauungsplans wurde sie passend zu den umgebenden Straßen benannt und liegt zwischen Septimer- und Gotthardstraße. | |
| Wittestraße (Lage)               | 0460 (im Ortsteil)                   | Peter Witte (1822–1902), Landwirt und Politiker | vor 1897            | Der östliche Abschnitt der Straße von der Ortsteilsgrenze an der Otisstraße mit den Grundstücken 2–15a und 51–78 (fortlaufend) zum Eichborndamm liegt im Ortsteil und setzt sich nach Westen in Tegel fort. Die Wittestraße wurde zwischen 1889 und 1897 noch zu Peter Wittes Lebzeiten benannt, er ist der Namensgeber für die Umbenennung von Dalldorf zu Wittenau. Bei der Änderungen des Verkehrsflusses im Einbahnstraßenzug Eichborndamm/Antonienstraße (nördliche Verlängerung der Antonienstraße) verblieb die Wittestraße bis zum Eichborndamm. | |
| Zermatter Straße (Lage)          | 0470                                 | Zermatt, politische Gemeinde im Bezirk Visp des Schweizer Kanton Wallis, Ferienort                                                                      | 23. Jan. 1931       | Sie liegt zwischen Baseler Straße über Aroser Allee und über den Romanshorner Weg als Sackgasse. | Zermatter Straße                                                                                      |
| Zobeltitzstraße (Lage)           | 1540                                 | Hanns von Zobeltitz (1853–1918) und Fedor von Zobeltitz (1857–1934), Schriftsteller                                                                     | 1. Dez. 1936        | Die Straße liegt zwischen Belowstraße und Auguste-Viktoria-Allee, bis auf den westlichen Abschnitt parallel zwischen Auguste-Viktoria-Allee und Scharnweberstraße. Bereits vor 1887 war im Straßenzug die Wacholderstraße angelegt worden, die 1936 einschließlich der Trasse der Straße 58 in Zobeltitzstraße umbenannt wurde. 1945/1946 war kurzzeitig wieder der Name Wacholderstraße genutzt worden, aber nicht amtlich bestätigt worden. Im Rahmen der im Gebiet beabsichtigten Neubauten (Siedlung Quäkerstraße) wurde am 1. Oktober 1963 der zur (später erbauten) A 114 parallele Abschnitt, die Straße 407, einbezogen. | |

## Sonstige Örtlichkeiten in Reinickendorf

### Kleingartenkolonien
| Name                                            | Adresse/Lage                              | Größe in m² | Anzahl der Parzellen | Status | Anmerkung   |
| ----------------------------------------------- | ----------------------------------------- | ----------- | -------------------- | --- | ----------- |
| ELW Schönholz 1                                 | Kühnemannstraße (Lage)                    | 0010.657    | 0035                 | Eisenbahnlandwirtschaft | bahneigen   |
| Kleingartenkolonie Am Schäfersee                | Mudrakzeile/Stargardtstraße (Lage)        | 0008.178    | 0025                 | Fiktive Dauerkleingärten | landeseigen |
| KGA An der Nordbahn                             | Interessentenweg (Lage)                   | 0049.990    | 0134                 | Dauerkleingärten | landeseigen |
| Kleingartenanlage der BVG                       | Pankower Allee 53–57 (Lage)               | 0027.090    | 00?                  | Dauerkleingärten | privat      |
| Kleingartenverein Dreieck                       | Klemkestraße 101 (Lage)                   | 0005.759    | 0016                 | Fiktive Dauerkleingärten | landeseigen |
| Kleingartenverein Einheit I                     | Lindauer Allee (Lage)                     | 0007.863    | 0020                 | Dauerkleingärten |             |
| Kleingartenverein Einheit II                    | Ollenhauer Straße 64b (Lage)              | 0028.709    | 0087                 | Fiktive Dauerkleingärten | landeseigen |
| KGA Erholung                                    | Auguste-Viktoria-Allee 16 (Lage)          | 0031.203    | 0064                 | Dauerkleingärten | landeseigen |
| KGA Flora                                       | Roedernallee (Lage)                       | 0029.218    | 0070                 | Dauerkleingärten | landeseigen |
| KGA Freizeit                                    | Roedernallee 38–44 (Lage)                 | 0028.318    | 0087                 | Dauerkleingärten | landeseigen |
| Kleingarten-Verein Gartenfreunde (Seidelstraße) | Seidelstraße 5–14 (Lage)                  | 0090.697    | 0175                 | Zeitlich gesicherte Kleingärten | landeseigen |
| Kleingarten-Verein Gartenfreunde (Otisstraße)   | Otisstraße 14–48 (Lage)                   | 0012.840    | 0030                 | Dauerkleingärten | landeseigen |
| Kleingarten-Verein Gartenfreunde-Promenade      | Auguste-Viktoria-Allee (Lage)             | 0005.050    | 0014                 | vorläufige Dauernutzung | landeseigen |
| Kleingarten-Verein Gartenfreunde-Wackerplatz    | Wackerplatz (Lage)                        | 0046.474    | 0100                 | vorläufige Dauernutzung (für Sportfläche reserviert) | landeseigen |
| KGA Im Peckwisch                                | Lengeder Straßen (Lage)                   | 0001.541    | 0005                 | Dauerkleingärten | landeseigen |
| KGA Lebensfreude                                | Roedernallee (Lage)                       | 0031.655    | 0078                 | Dauerkleingärten | landeseigen |
| KGA Mariabrunn                                  | Baseler Straße 42–60 (Lage)               | 0038.985    | 0121                 | Zeitlich gesicherte Kleingärten Die KGA befindet sich auf dem Gelände des vormals hier liegenden Eiswerks nordwestlich vom Schäfersee und im Norden durch Emmentaler, im Westen durch die Baseler Straße begrenzt. | privat      |
| KGA Müller                                      | Roedernallee (Lage)                       | 0012.338    | 0033                 | Dauerkleingärten | landeseigen |
| KGA Neues Leben                                 | Interessentenweg (Lage)                   | 0034.617    | 0114                 | Dauerkleingärten | landeseigen |
| Kleingarten-Verein Parkheim                     | Lindauer Allee 52 (Lage)                  | 0016.322    | 0039                 | Fiktive Dauerkleingärten | privat      |
| Kleingartenverein Pflanzersheim                 | Lindauer Allee (Lage)                     | 0051.078    | 0133                 | Fiktive Dauerkleingärten | landeseigen |
| KGA Roedernallee                                | Am Nordgraben 31 / Roedernallee 55 (Lage) | 0077.522    | 0139                 | Dauerkleingärten | landeseigen |
| Kleingartenverein Schillerring                  | Baseler Straße 20–24 (Lage)               | 0007.170    | 0052                 | Hoch gesicherte Kleingärten | privat      |
| Kleingartenverein Schillerring (2)              | Baseler Straße 20–24 (Lage)               | 0008.055    | 0033                 | Fiktive Dauerkleingärten | landeseigen |
| Kleingartenverein Schweinekopf                  | Großkopfstraße 9–13 (Lage)                | 0009.531    | 0020                 | Dauerkleingärten | landeseigen |
| KGA Simmelgarten                                | Pankower Allee 29 (Lage)                  | 0001.569    | 0005                 | Fiktive Dauerkleingärten | landeseigen |
| Dauerkleingarten-Verein Trockendorf             | Roedernallee 18–31 (Lage)                 | 0021.869    | 0049                 | Dauerkleingärten | landeseigen |
| Vereinigte Laubenkolonisten                     | Mittelbruchzeile/Werftendenstraße (Lage)  | 0005.076    | 0018                 | Fiktive Dauerkleingärten | landeseigen |
| KGA Vogelhain                                   | Roedernallee 32 (Lage)                    | 0026.000    | 0092                 | Dauerkleingärten | privat      |
| Pflanzerverein Freie Scholle                    | Mittelbruchzeile 78 (Lage)                | 007.832     | 0028                 | Dauerkleingärten | landeseigen |

### Wohnsiedlung und aufgehobene KGA
- Siedlung Roedernau (Lage) mit den Grundstücken 1–27 (seitenspringend) liegt an einer 300 Meter langen Straße (eine unbenannte Sackgasse) westlich der Lengeder Straße und dem Interessentenweg. Die aufgehobene Kleingartenanlage und als Bauland gewidmete Fläche liegt zwischen den KGA Vogelhain, Freizeit und Lebensfreude.

### Parks und Grünflächen
- Breitkopfpark (Lage), um das Breitkopfbecken in der Siedlung Paddenpuhl befindet sich eine Grünanlage
- Dorfaue Reinickendorf (Lage)
- Kienhorstpark (Lage)
- Klemkepark (Lage)
- Lärchenkamp (Lage)
- Schäferseepark (Lage)
- Fried- und Kirchhöfe[62]
  - Landeseigener Friedhof Reinickendorf (Humboldtstraße 74–90, Lage), ein Parkfriedhof auf 155.532 m²
  - Kriegsgräberstätte Reinickendorf[17] (Am Freiheitsweg, Lage), Parkfriedhof auf 10.087 m², es ist der ehemalige Landeseigene Friedhof Reinickendorf I.
  - Dankeskirchhof (Blankestraße 12, Lage), Parkfriedhof auf 45.944 m²
  - Römisch-Katholischer Domkirchhof St. Hedwig III (Ollenhauerstraße 24–28, Lage), Parkfriedhof auf 73.882 m² mit Baudenkmalen
  - Evangelischer Kirchhof Dorotheenstadt III (Scharnweberstraße 2a, Lage), Baudenkmal, Alleequartierfriedhof, 27.326 m²
  - Ev. Nazarethkirchhof II (Blankestraße 12, Lage), 98.086 m², Parkfriedhof
  - Römisch-Katholischer St.Sebastian-Friedhof (Humboldtstraße 68–73, Lage), Parkfriedhof, Baudenkmal, 46.741 m²

### Verkehrs- und Gewerbeflächen
- Gewerbegebiete in Reinickendorf
  - Flotten- / Lengeder / Kopenhagener Straße (Lage)
  - Kühnemannstraße (Lage)
  - Waldstraße (Lage)
- Güterbahnhof Reinickendorf als Gewerbegebiet (Lage)
- Güterbahnhof Schönholz (ungenutzt und stillgelegt) (Lage)
- S-Bahnhof Schönholz (S1 und S25) im Zuge der Berliner Nordbahn (Lage)
- S-Bahnhof Wilhelmsruh (S1) im Zuge der Berliner Nordbahn (Lage)
- S-Bahnhof Alt-Reinickendorf der S25 im Zuge der Kremmener Bahn (Lage)
- S-Bahnhof Eichborndamm der S25 im Zuge der Kremmener Bahn (Lage)
- S-Bahnhof Karl-Bonhoeffer-Nervenklinik der S25 im Zuge der Kremmener Bahn (Lage)